# Política externa do governo Ronald Reagan

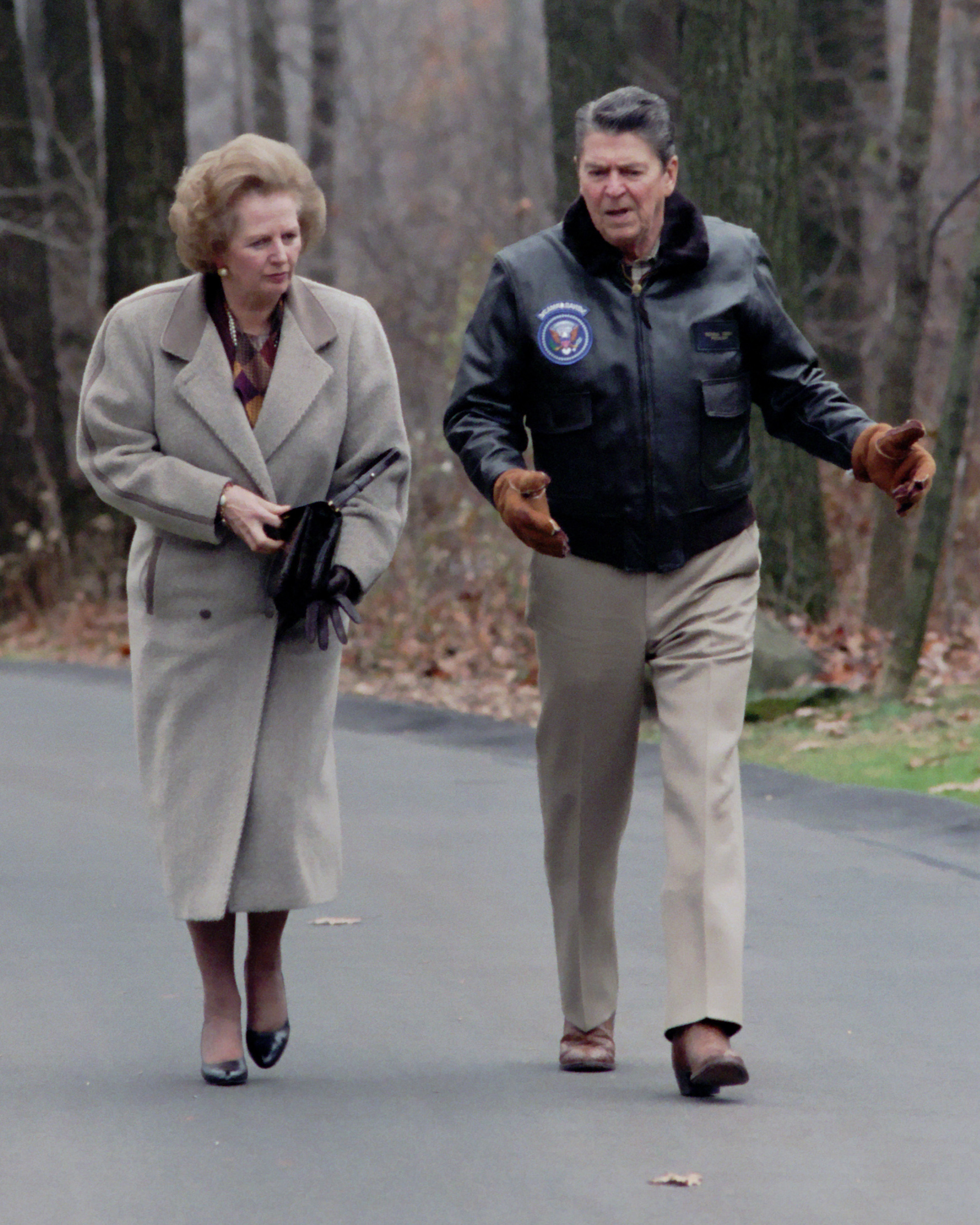
O presidente Ronald Reagan com a primeira-ministra britânica Margaret Thatcher em Camp David em 1986.

A política externa do governo Ronald Reagan era a política externa dos Estados Unidos de 1981 a 1989. O objetivo principal era vencer a Guerra Fria e a remoção do comunismo, que foi alcançada no Leste Europeu em 1989 e o fim da União Soviética em 1991. Os historiadores concordam que a vitória na Guerra Fria transformou os Estados Unidos na única superpotência do mundo, com boas relações com antigos regimes comunistas na Rússia e na Europa Oriental. 
Como parte da "Doutrina Reagan", os Estados Unidos também ofereceram apoio financeiro e logístico à oposição anticomunista na Europa Central e adotaram uma linha cada vez mais dura contra os governos de esquerda no Afeganistão, Angola e Nicarágua.

## Guerra Fria

### Disputa
Reagan escalou a Guerra Fria com a União Soviética, marcando um afastamento da política de détente por seus antecessores, Richard Nixon, Gerald Ford e Jimmy Carter. O governo Reagan implementou uma nova política para a União Soviética através do NSDD-32 (National security directive) para confrontar a URSS em três frentes: diminuir o acesso dos soviéticos à alta tecnologia e diminuir seus recursos, inclusive diminuindo o valor das mercadorias soviéticas do país no mercado mundial e também aumentar as despesas de defesa americanas para fortalecer a posição de negociação dos EUA e forçar os soviéticos a dedicar mais recursos econômicos à defesa. O enorme acúmulo militar americano foi o mais visível.
A administração reviveu o programa de bombardeiros Rockwell B-1 Lancer em 1981, que havia sido cancelado pelo governo Carter, continuando o desenvolvimento secreto do Spirit B-2 que Carter pretendia substituir o B-1 e começou a produção do míssil LGM-118 Peacekeeper. Em resposta ao desdobramento soviético do míssil RSD-10 e de acordo com a decisão da OTAN, o governo implantou mísseis Pershing II na Alemanha Ocidental para ganhar uma posição de barganha mais forte e eventualmente eliminar toda essa classe de armas nucleares. Sua posição era de que, se os soviéticos não removessem os mísseis RSD-10 (sem concessão dos EUA), os Estados Unidos simplesmente introduziriam os mísseis Pershing II para uma posição de barganha mais forte, e ambos os mísseis seriam eliminados.
Uma das propostas de Reagan foi a Iniciativa Estratégica de Defesa. Ele acreditava que esse escudo de defesa poderia tornar impossível a guerra nuclear, mas a improbabilidade de que a tecnologia pudesse funcionar levou os oponentes a apelidarem o SDI de "Guerra das Estrelas". Os críticos da SDI acreditavam que o objetivo tecnológico era inatingível, que a tentativa provavelmente aceleraria a corrida armamentista e que os gastos extraordinários representavam uma confusão industrial-militar. Os apoiadores responderam que a SDI deu ao presidente uma posição de barganha mais forte. De fato, os líderes soviéticos ficaram genuinamente preocupados.
Reagan apoiou grupos anticomunistas em todo o mundo. Em uma política conhecida como "Doutrina Reagan", seu governo prometeu ajuda e contra-insurgência a regimes repressivos de direita, como a ditadura de Ferdinando Marcos nas Filipinas, o governo do apartheid na África do Sul e a ditadura de Hissène Habré no Chade. Quanto aos movimentos de guerrilha que se opõem aos governos ligados à União Soviética, como os Contras na Nicarágua, os Mujihadeen no Afeganistão e a UNITA na Angola. Durante a Guerra do Afeganistão (1979-1989), Reagan destacou os oficiais paramilitares da Divisão de Atividades Especiais da CIA para treinar, equipar e liderar as forças Mujihadeen contra o Exército Soviético. Embora a CIA (em geral) e o congressista dos EUA Charlie Wilson do Texas tenham recebido a maior parte da atenção, o principal arquiteto dessa estratégia foi Michael G. Vickers, um jovem oficial paramilitar. O programa de ação encoberta do presidente Reagan recebeu crédito por ajudar a acabar com a ocupação soviética no Afeganistão. Quando o governo polonês suprimiu o movimento Solidariedade no final de 1981, Reagan impôs sanções econômicas à República Popular da Polônia.
Reagan acreditava que a economia americana estava em movimento novamente, enquanto a economia soviética se estagnava. Por um tempo, o declínio soviético foi mascarado pelos altos preços das exportações de petróleo soviéticas, mas essa muleta entrou em colapso no início dos anos 80. Em novembro de 1985, o preço do petróleo era de US$ 30 por barril para o petróleo bruto e, em março de 1986, havia caído para apenas US$ 12.
A retórica militante de Reagan inspirou dissidentes no Império Soviético, mas também assustou aliados e críticos alarmados. Em um discurso famoso para a Associação Nacional de Evangélicos em 8 de março de 1983, ele chamou a União Soviética de "império do mal", que seria consignado ao "monte de cinzas da história". Depois que os combatentes soviéticos derrubaram o Voo Korean Air Lines 007 em 1º de setembro de 1983, ele descreveu a ação de "ato de brutalidade desumana".  A descrição de Reagan da União Soviética como um "império do mal" provocou a ira de alguns como provocativa, mas sua descrição foi firmemente defendida por seus apoiadores conservadores. Michael Johns, da Heritage Foundation, por exemplo, defendeu proeminentemente Reagan em um artigo da Policy Review, "Seventy Years of Evil" ("Setenta Anos de Maldade"), no qual identificou 208 supostos atos de maldade da União Soviética desde a Revolução Bolchevique em 1917.
Em 3 de março de 1983, Reagan previu que o comunismo entraria em colapso: "Eu acredito que o comunismo é outro capítulo triste e bizarro da história da humanidade cujas últimas páginas ainda estão sendo escritas", disse ele. Em seu discurso de 8 de junho de 1982 no Parlamento Britânico, Reagan argumentou que a União Soviética estava em uma profunda crise econômica e afirmou que a União Soviética "corre contra a maré da história, negando a liberdade e a dignidade humana a seus cidadãos".
Isso foi antes de Gorbachev chegar ao poder em 1985. Reagan escreveu mais tarde em sua autobiografia An American Life que "não via as mudanças profundas que ocorreriam na União Soviética depois que Gorbachev subisse ao poder". Para enfrentar os sérios problemas econômicos da União Soviética, Gorbachev implementou novas e ousadas políticas de liberdade e abertura chamadas Perestroika e Glasnost.

### Fim da Guerra Fria
Reagan relaxou sua retórica agressiva em relação à União Soviética depois que Mikhail Gorbachev se tornou presidente soviético em 1985 e assumiu uma posição de negociação. Nos últimos anos da Guerra Fria (1985–1991), Moscou construiu um exército que consumia até 25% do produto interno bruto da União Soviética à custa de bens de consumo e investimento em setores civis. Mas o tamanho das forças armadas soviéticas não era necessariamente o resultado de uma simples corrida armamentista por reação à ação com os Estados Unidos. Em vez disso, os gastos soviéticos na corrida armamentista e outros compromissos da Guerra Fria podem ser entendidos como causa e efeito dos problemas estruturais profundamente arraigados no sistema soviético, que acumularam pelo menos uma década de estagnação econômica durante os anos de Leonid Brezhnev. O investimento soviético no setor de defesa não foi necessariamente impulsionado pela necessidade militar, mas em grande parte pelos interesses de grandes burocracias estatais e partidárias dependentes do setor por seu próprio poder e privilégios.

Reagan e Gorbachev construíram um relacionamento próximo e contribuíram muito para o fim pacífico da Guerra Fria

Quando Mikhail Gorbachev chegou ao poder em 1985, os soviéticos sofriam com uma taxa de crescimento econômico próxima de zero por cento, combinada com uma queda acentuada nos ganhos em moeda forte, como resultado da queda nos preços mundiais do petróleo nos anos 80. As exportações de petróleo representavam cerca de 60% do total das receitas da União Soviética.
Para reestruturar a economia soviética antes do colapso, Gorbachev anunciou uma agenda de reformas rápidas, baseada no que chamou de perestroika (que significa "reestruturação") e glasnost (que significa "liberalização" e "abertura"). A reforma exigia que Gorbachev redirecionasse os recursos do país dos onerosos compromissos militares da Guerra Fria para as áreas mais lucrativas do setor civil. Como resultado, Gorbachev ofereceu grandes concessões aos Estados Unidos nos níveis de forças convencionais, armas nucleares e políticas na Europa Oriental.
Muitos especialistas soviéticos e funcionários do governo dos EUA duvidavam que Gorbachev levasse a sério a corrida armamentista, mas Reagan reconheceu a verdadeira mudança na direção da liderança soviética e passou a ter uma diplomacia hábil para empurrar pessoalmente Gorbachev ainda mais com suas reformas.
Reagan acreditava sinceramente que, se pudesse convencer os soviéticos a simplesmente olhar para a próspera economia americana, eles também abraçariam o livre mercado e a sociedade livre.
Em um discurso no Muro de Berlim no aniversário de 750 anos da cidade, Reagan empurrou Gorbachev ainda mais na frente de 20.000 espectadores: "Secretário-geral Gorbachev, se você busca a paz, se busca a prosperidade para a União Soviética e a Europa Oriental, se você busca a liberalização: Venha aqui para este portão! Sr. Gorbachev, abra este portão! Sr. Gorbachev, derrube este muro!". A última frase se tornou "as quatro palavras mais famosas da Presidência de Ronald Reagan". Reagan disse mais tarde que o "tom forte" de seu discurso foi influenciado por ouvir antes de seu discurso que aqueles do lado leste do muro que tentavam ouvi-lo haviam sido mantidos afastados pela polícia. A agência de notícias soviética escreveu que a visita de Reagan era "abertamente provocadora, envolvida em guerra".
As tensões Leste-Oeste que atingiram novas e intensas alturas no início da década diminuíram rapidamente em meados do final da década de 1980. Em 1988, os soviéticos declararam oficialmente que não mais interviriam nos assuntos dos estados aliados na Europa Oriental. Em 1989, as forças soviéticas se retiraram do Afeganistão.
O Secretário de Estado dos Estados Unidos, George P. Shultz, deu instruções particulares a Gorbachev sobre economia de livre mercado. A pedido de Gorbachev, Reagan fez um discurso sobre mercados livres na Universidade de Moscou.
Quando Reagan visitou Moscou, ele foi visto como uma celebridade pelos soviéticos. Um jornalista perguntou ao presidente se ele ainda considerava a União Soviética o império do mal. "Não", respondeu ele, "eu estava falando sobre outra época, outra era."
Em sua autobiografia An American Life, Reagan expressou seu otimismo sobre a nova direção que eles traçaram, seus sentimentos calorosos por Gorbachev e sua preocupação com a segurança de Gorbachev, porque Gorbachev pressionou muito as reformas. "Eu estava preocupado com a segurança dele", escreveu Reagan. "Eu ainda me preocupo com ele. Quão forte e rápido ele pode fazer reformas sem arriscar sua vida?" Os eventos se revelariam muito além do que Gorbachev originalmente pretendia.

## África

### Angola
A guerra entre movimentos apoiados ocidentais e o governo do Movimento Popular de Libertação de Angola (MPLA) na Angola, e a intervenção militar cubana e sul-africana no país, levou a décadas de guerra civil que custaram até 1 milhão de vidas. O governo Reagan ofereceu ajuda secreta à União Nacional para a União Nacional para a Independência Total de Angola (UNITA), um grupo de combatentes anticomunistas e pró-capitalistas liderados por Jonas Savimbi, cujos ataques foram apoiados pela África do Sul e pelos EUA. O Dr. Peter Hammond, um missionário cristão que vivia em Angola na época, recordou:

Havia mais de 50.000 tropas cubanas no país. Os comunistas haviam atacado e destruído muitas igrejas. Os navios de helicópteros MiG-23 e Mil Mi-24 estavam aterrorizando os aldeões da Angola. Eu documentei inúmeras atrocidades, incluindo a destruição de vilarejos, escolas e em 1986, lembro-me de ouvir o discurso de Ronald Reagan... "Vamos enviar mísseis aos combatentes da liberdade da UNITA na Angola!" Aqueles que estavam ouvindo o rádio SW comigo se entreolharam espantados. Um longo silêncio se instalou enquanto pensávamos se nossos ouvidos tinham realmente ouvido o que pensávamos ter ouvido, um de nós disse: "Seria bom!" Mal ousamos acreditar que isso aconteceria. Mas aconteceu. Pouco tempo depois, os mísseis ferroviários começaram a chegar à Angola Livre, controlada pela UNITA. Aviões soviéticos foram abatidos. O bombardeio e a destruição de aldeias, escolas e igrejas chegaram ao fim. Sem dúvida, as políticas de Ronald Reagan salvaram muitas dezenas de milhares de vidas em Angola.

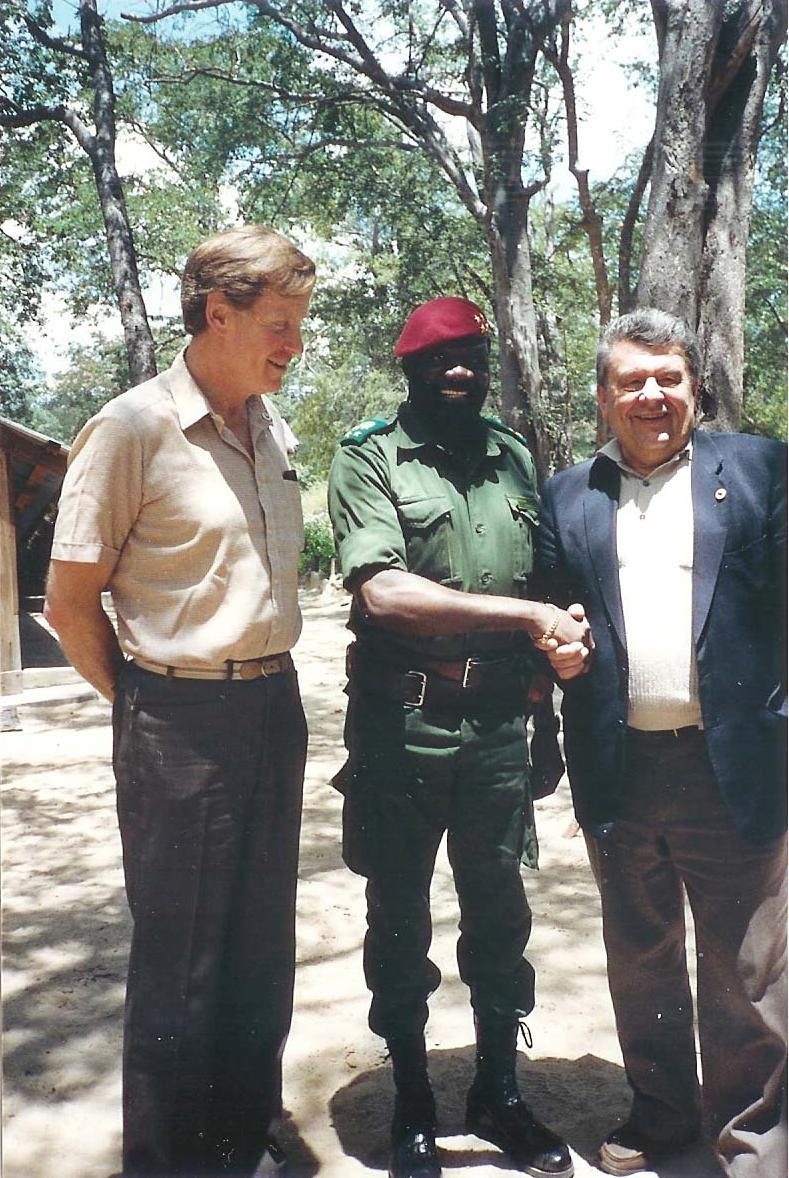
Jonas Savimbi em um centro com deputados do Parlamento Europeu em 1989

Defensores dos direitos humanos acusaram o MPLA de "atrocidades genocidas", "extermínio sistemático", "crimes de guerra" e "crimes contra a humanidade". O MPLA realizou eleições descaradamente fraudadas em 1992, que foram rejeitadas por oito partidos da oposição. Um observador oficial escreveu que havia pouca supervisão da ONU, que 500.000 eleitores da UNITA eram desprivilegiados e que havia 100 assembleias de voto clandestinas. A UNITA enviou negociadores de paz para a capital, onde o MPLA os assassinou, juntamente com 20.000 membros da UNITA. Savimbi ainda estava pronto para continuar as eleições. O MPLA massacrou dezenas de milhares de eleitores da UNITA e da Frente Nacional de Libertação de Angola (FNLA) em todo o país.
Savimbi foi fortemente apoiado pela organização conservadora Heritage Foundation. O analista de política externa do patrimônio Michael Johns e outros conservadores visitavam regularmente Savimbi em seus campos clandestinos em Jamba e forneciam ao líder rebelde orientação política e militar contínua em sua guerra contra o governo angolano. Durante uma visita a Washington D.C em 1986, Reagan convidou Savimbi para se encontrar com ele na Casa Branca. Após a reunião, Reagan falou da conquista da UNITA "uma vitória que eletrifica o mundo". Savimbi também se encontrou com o sucessor de Reagan, George H. W. Bush, que prometeu a Savimbi "toda a assistência apropriada e eficaz".
O assassinato de Savimbi em fevereiro de 2002 pelos militares angolanos levou ao declínio da influência da UNITA. Savimbi foi sucedido por Paulo Lukamba Gato. Seis semanas após a morte de Savimbi, a UNITA concordou com um cessar-fogo com o MPLA, mas ainda hoje Angola permanece profundamente dividida politicamente entre os apoiadores do MPLA e da UNITA. As eleições legislativas de Angola de 2008 resultaram em uma maioria esmagadora para o MPLA, mas sua legitimidade foi questionada pela comunidade internacional.

### África do Sul
Durante a presidência de Ronald Reagan, a África do Sul continuou a usar um sistema de governo não democrático baseado na discriminação racial, conhecido como apartheid, no qual a minoria de sul-africanos brancos exercia quase um controle legal completo sobre a vida da maioria não-branca dos cidadãos. No início dos anos 80, a questão passou para o centro das atenções internacionais como resultado de eventos nos municípios e protestos com a morte de Steve Biko. A política de administração de Reagan pedia "envolvimento construtivo" com o governo do apartheid da África do Sul. Isso consistiu em fornecer incentivos para incentivar o governo sul-africano a dialogar com seus cidadãos negros sobre um possível fim para o apartheid. Em oposição às condenações emitidas pelo Congresso dos Estados Unidos e às demandas públicas por sanções diplomáticas ou econômicas, Reagan fez críticas relativamente pequenas ao regime, que de outra forma era internacionalmente isolado, e os EUA concederam reconhecimento e ajuda econômica e militar ao governo. durante o primeiro mandato de Reagan. As forças armadas da África do Sul estavam engajadas na ocupação da Namíbia e em guerras por procuração em vários países vizinhos, em aliança com a UNITA de Savimbi. Os funcionários do governo Reagan viram o governo do apartheid como um importante aliado anticomunista.
Em um discurso de 1984 à ONU, Reagan apoiou uma evolução pacífica longe do apartheid, mas não estava disposto a pressionar a África do Sul a mudar. Quando o bispo da Igreja Anglicana da África Austral, Desmond Tutu, ganhou o Prêmio Nobel da Paz por seus esforços para eliminar o apartheid, Reagan o recebeu no final de 1984, o parabenizou, mas reiterou sua política de engajamento construtivo. No entanto, no Capitólio em uma audiência na Câmara, Tutu fez um discurso, declarando que "o engajamento construtivo é uma abominação, um desastre absoluto".

Na minha opinião, o apoio e a colaboração do governo Reagan são igualmente imorais, maus e totalmente não-cristãos. [...] Você é a favor ou contra o apartheid e não por retórica. Ou você é a favor do mal ou é a favor do bem. Você está do lado do oprimido ou do lado do opressor. Você não pode ser neutro.
Quando Reagan começou seu segundo mandato, a oposição negra ao apartheid tornou-se cada vez mais militante e às vezes violenta, assim como a repressão do governo do apartheid. Em abril de 1985, Reagan foi atacado pelo próprio Partido Republicano. A maioria republicana no Senado votou 89–4 em uma resolução condenando o apartheid. No verão, o Congresso estava pressionando por sanções, então Reagan decidiu antecipar a ação do Congresso e fazer uma "reversão abrupta", emitindo em 9 de setembro a Ordem Executiva 12532, proibindo alguns tipos de empréstimos bancários ao governo do apartheid e impondo um embargo de armas. No entanto, essas sanções foram vistas como fracas por ativistas anti-apartheid. Em setembro de 1986, Reagan vetou as sanções mais duras da Lei Completa Anti-Apartheid (CAAA), mas isso foi anulado por um esforço bipartidário no Congresso no mês seguinte. No entanto, Reagan recusou-se a aplicar as sanções de maneira significativa. Pelo menos 2.000 presos políticos permaneceram detidos sem julgamento.
Em outubro de 1987, de acordo com a CAAA, Reagan apresentou um relatório de acompanhamento que dizia que sanções adicionais "não seriam úteis". Pieter Willem Botha, o ministro das Relações Exteriores da África do Sul, respondeu dizendo que Reagan "e seu governo têm um entendimento" do que ele chamou de "a realidade da África do Sul". Em 1988, o Congresso rejeitou um projeto de lei que teria imposto um embargo econômico total contra a República.
Em 1990, sob o sucessor de Reagan, George H.W Bush, o novo governo sul-africano de Frederik Willem de Klerk estava introduzindo reformas generalizadas.

### Líbia
As relações entre a Líbia e os EUA sob o presidente Reagan eram continuamente controversas, com o incidente no Golfo de Sidra em 1981. Washington viu o líder líbio Muammar al-Gaddafi como um amigo perigoso e errático dos soviéticos e manteve a Líbia na lista de observação.
As tensões explodiram em ação militar no início de abril de 1986, quando uma bomba explodiu em uma discoteca de Berlim, resultando em 63 militares americanos feridos e um soldado morto. Afirmando que havia "provas irrefutáveis" de que a Líbia havia dirigido o "bombardeio terrorista", Reagan autorizou uma série de ataques aéreos contra alvos terrestres na Líbia em 15 de abril. A primeira-ministra britânica Margaret Thatcher permitiu que a Força Aérea dos Estados Unidos usasse bases aéreas do exército britânico para lançar os ataques, com a justificativa de que o Reino Unido estava apoiando o direito de autodefesa dos Estados Unidos nos termos do artigo 51 da Carta das Nações Unidas. Reagan disse a uma audiência nacional: "Quando nossos cidadãos são atacados ou abusados em qualquer lugar do mundo por ordens diretas de regimes hostis, responderemos enquanto eu estiver neste escritório". O ataque foi planejado para interromper a "capacidade de exportar terrorismo" de Gaddafi, oferecendo-lhe "incentivos e razões para alterar seu comportamento criminoso".
O Conselho de Segurança das Nações Unidas rejeitou as críticas aos EUA. No entanto, por 79 votos a favor e 28 contra, com 33 abstenções, a Assembleia Geral das Nações Unidas adotou a resolução 41/38, que "condena o ataque militar perpetrado contra a Jamahiriya Árabe da Líbia do povo socialista em 15 de abril de 1986, que constitui uma violação da Carta das Nações Unidas e do direito internacional".

## Ásia
Os temores populares da China e do Japão representaram outro "Perigo Amarelo".

### China
Reagan era o porta-voz mais proeminente em nome de Taiwan na arena política, mas seus assessores o convenceram a anunciar em sua campanha de 1980 que ele continuaria a abertura para a China. Haig argumentou veementemente que a China poderia ser um grande aliado contra a URSS. Pequim se recusou a aceitar qualquer política de duas China, mas concordou em adiar qualquer confronto. À medida que a Guerra Fria esfriava durante o segundo mandato de Reagan e Shultz substituía Haig, a necessidade de ter a China como aliada desapareceu. Shultz se concentrou muito mais no comércio econômico com o Japão. Pequim recebeu calorosamente o presidente quando ele visitou em 1984.

### Japão

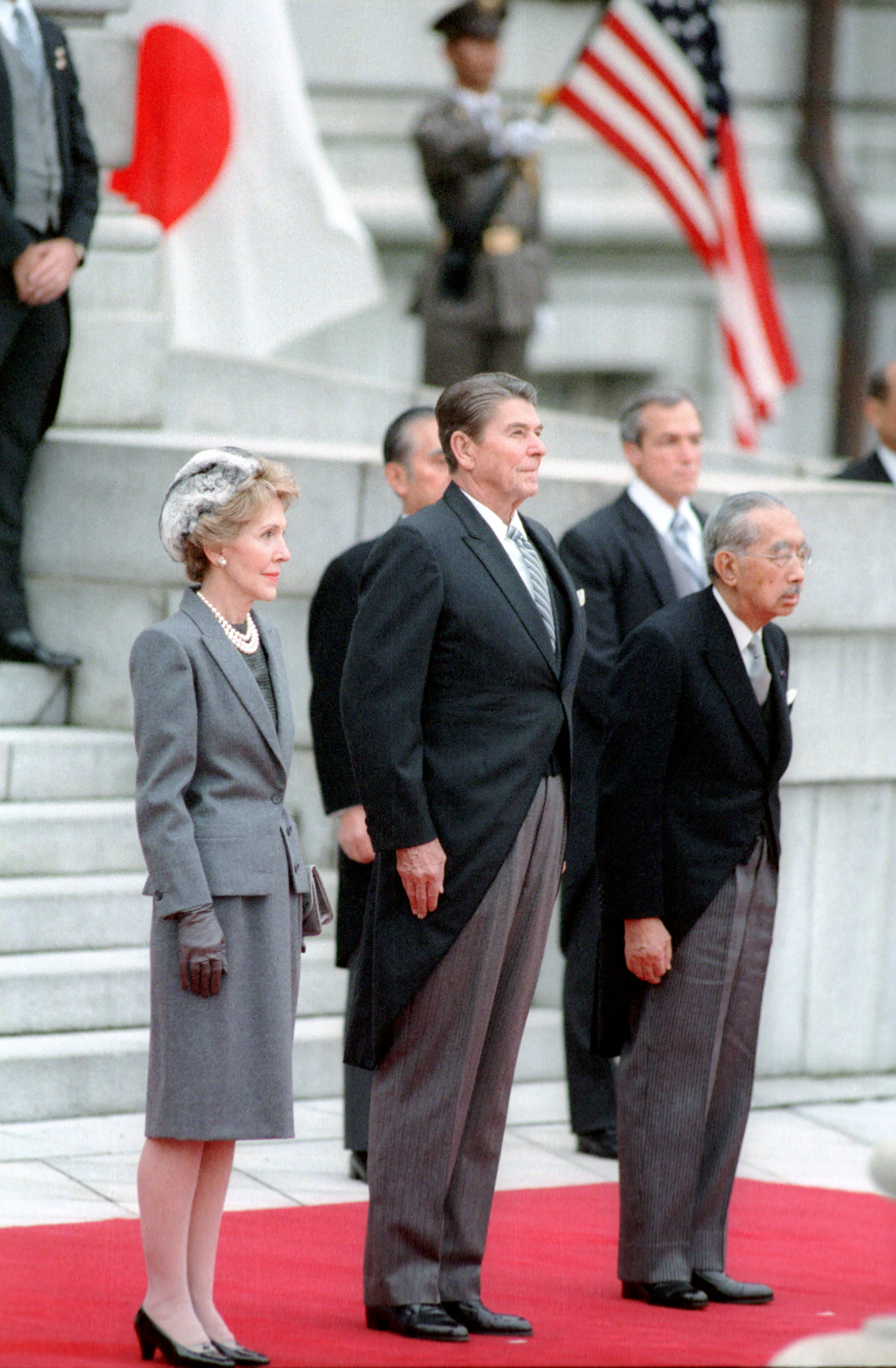
Ronald Reagan com o imperador japonês Hirohito em sua visita ao Japão em 1983

As questões comerciais com o Japão dominaram as relações, especialmente a ameaça de que as indústrias americanas de automóveis e alta tecnologia seriam esmagadas. O milagre econômico do Japão surgiu de um programa sistemático de investimento subsidiado em indústrias estratégicas, como aço, maquinário, eletrônicos, produtos químicos, automóveis, construção naval e aeronaves. Durante o primeiro mandato de Reagan, o governo japonês e investidores privados um terço da dívida vendida pelo Tesouro dos Estados Unidos, fornecendo aos americanos moeda forte usada para comprar produtos japoneses. Em março de 1985, o Senado votou 92-0 a favor de uma resolução republicana que condenava as práticas comerciais do Japão como "injustas" e apelou ao presidente Reagan para conter as importações japonesas.

### Paquistão e Índia

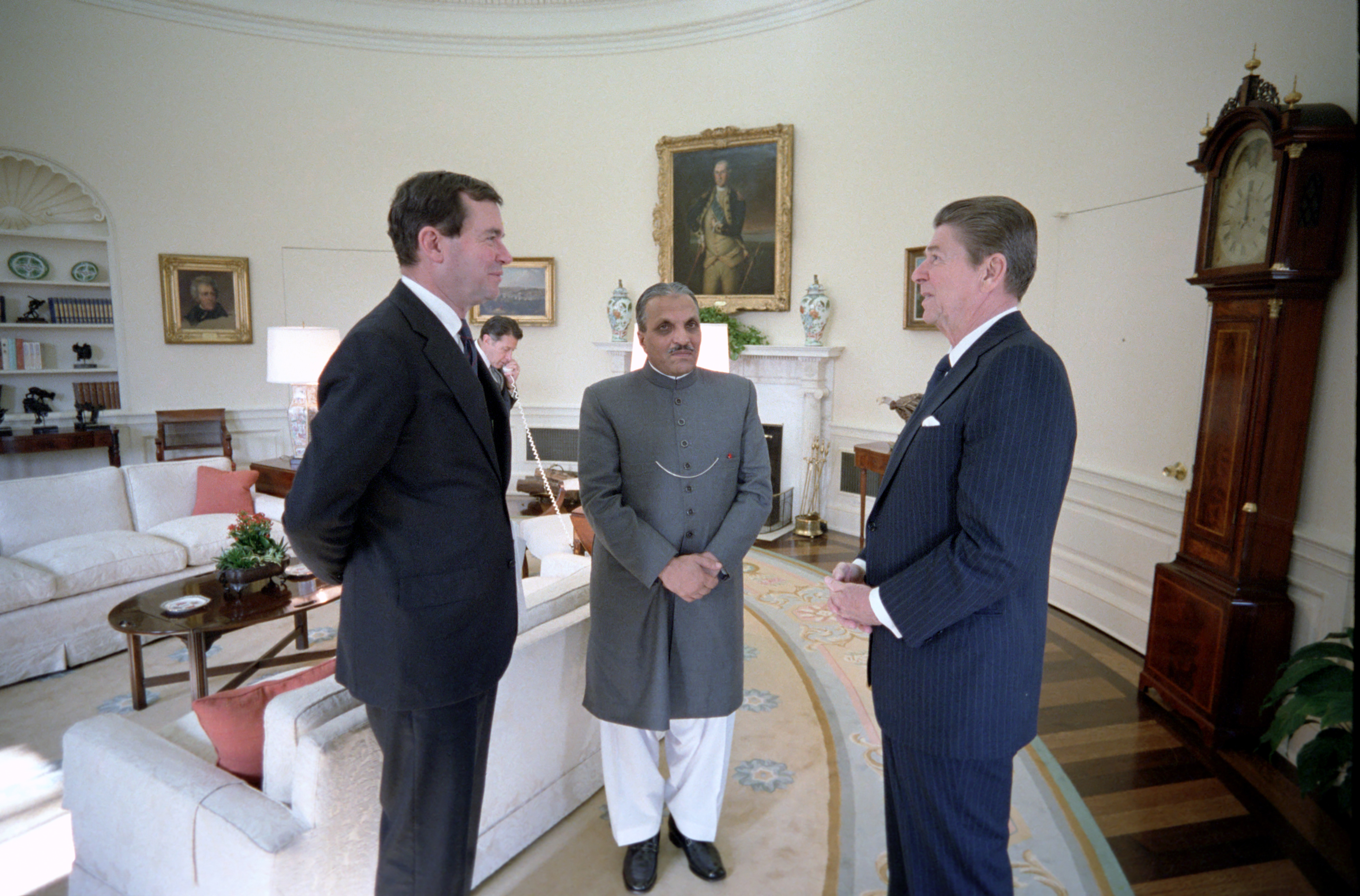
Reagan e Bill Clark com o presidente do Paquistão, Zia-ul-Haq, 1982.

Embora o Paquistão fosse governado por Muhammad Zia-ul-Haq e sua ditadura militar (1978-1988) foi um aliado importante contra os esforços soviéticos para assumir o controle do Afeganistão. As novas prioridades de Reagan possibilitaram o esforço efetivo do congressista Charles Wilson, auxiliado por Joanne Herring, e do chefe do departamento afegão da CIA, Gust Avrakotos para aumentar o financiamento para a Operação Ciclone. O Congresso aprovou um programa de seis anos de US$ 3,2 bilhões de assistência econômica e militar, além de segredo para a resistência afegã enviada através do Paquistão. Autoridades americanas visitavam o país rotineiramente, apoiando o regime de Zia e enfraquecendo os liberais, socialistas, comunistas e defensores da democracia do Paquistão. O general Akhtar Abdur Rahman do ISI e William J. Casey da CIA trabalharam juntos em harmonia e em uma atmosfera de confiança mútua. Reagan vendeu helicópteros de ataque ao Paquistão, obuseiros autopropelidos, veículos blindados, 40 aviões de guerra F-16, tecnologia nuclear, navios de guerra navais e equipamento e treinamento de inteligência.
Indira Gandhi voltou ao poder na Índia em 1980 e as relações demoraram a melhorar. A Índia deu apoio tácito à URSS na ocupação soviética do Afeganistão. Nova Deli sondou Washington na compra de uma série de tecnologia de defesa americana, incluindo aeronaves F-5, supercomputadores, óculos de visão noturna e radares. Em 1984, Washington aprovou o fornecimento de tecnologia selecionada para a Índia, incluindo turbinas a gás para fragatas navais e motores para protótipos de aeronaves leves de combate da Índia. Também houve transferências de tecnologia não divulgadas, incluindo o envolvimento de uma empresa americana, Continental Electronics, para projetar e construir uma nova estação de comunicações VLF em Tirunelveli em Tamil Nadu. No entanto, no final da década de 1980, houve um esforço significativo de ambos os países para melhorar as relações.

### Camboja

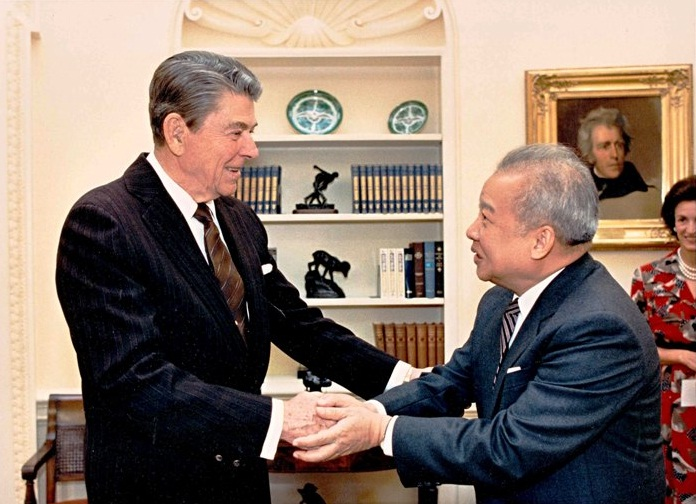
Reagan com o príncipe Norodom Sihanouk da Camboja em 1988.

Reagan procurou aplicar a Doutrina Reagan de ajudar movimentos de resistência anti-soviéticos no exterior à Camboja, que estava sob ocupação vietnamita depois de derrubar o regime comunista de Pol Pot do Khmer Vermelho, que havia perpetrado o genocídio cambojano. Os vietnamitas instalaram a República Popular do Kampuchea liderado pela Frente Unida Nacional para Salvação do Kampuchea por Heng Samrin. De acordo com Rudolph Joseph Rummel, a invasão vietnamita, ocupação, regime de marionetes, guerra de guerrilha em curso e fome que se seguiu mataram 1,2 milhão de cambojanos, além dos cerca de 2 milhões que foram mortos pelo Khmer Vermelho.  O maior movimento de resistência que lutava contra o governo da República Popular da China era em grande parte composto por membros do antigo regime Khmer Vermelho, apoiado pela China, cujo recorde de direitos humanos estava entre os piores do século XX.
Portanto, Reagan autorizou o fornecimento secreto de ajuda a movimentos de resistência menores do Camboja, chamados coletivamente de “resistência não comunista” (NCR) e incluindo os partidários de Norodom Sihanouk e uma coalizão chamada Frente Nacional de Libertação do Povo Khmer (KPNLF) então dirigido por Son Sann, em um esforço para forçar o fim da ocupação vietnamita. Em 1982, a ajuda secreta totalizava US$ 5 milhões por ano, ostensivamente apenas para ajuda não letal. Esse valor foi aumentado para US$ 8 milhões em 1984 e US$ 12 milhões em 1987 e 1988. No final de 1988, Reagan reduziu o financiamento mediado pela CIA para US$ 8 milhões (após relatos de que os militares tailandeses haviam desviado US$ 3,5 milhões), mas, ao mesmo tempo, deu novas flexibilidade aos fundos, permitindo que a NCR comprasse armas fabricadas nos EUA na Singapura e em outros mercados da ASEAN. Enquanto isso, em 1985, o governo Reagan estabeleceu um programa de ajuda aberto e separado para a NCR, conhecido como Fundo Solarz. O fundo aberto Solarz canalizou cerca de US$ 5 milhões por ano de ajuda humanitária para o NCR através da USAID.
Após a queda do comunismo no Bloco Oriental, principal patrocinador do Vietnã, os vietnamitas se retiraram e o governo PRK do Camboja foi forçado a negociar pela paz, resultando nos acordos de Paris de 1991. Então, sob a supervisão das Nações Unidas, foram realizadas eleições livres em 1993.

### Indonésia e Timor Leste
Liderado pelo general Suharto, o governo indonésio invadiu Timor-Leste em 1975 e ocupou o país até 1999. Sob Reagan, os EUA continuaram fornecendo ajuda militar ao regime de Suharto, uma política estabelecida em 1975 sob o governo Gerald Ford e continuada pelo governo Carter. Em dezembro de 1983, foi publicada uma carta assinada por 122 membros do Congresso endereçada ao Presidente Reagan. A carta mencionava "relatórios persistentes da Anistia Internacional e de outras organizações de violações dos direitos humanos" e pediu ao presidente "que acrescentasse a situação do povo de Timor-Leste à sua agenda". Inabalável, Reagan continuou o comércio de armas para o regime de Suharto.
A média do governo Reagan nas vendas anuais de armas a Jacarta em seu primeiro mandato foi de US$ 40 milhões. Em 1986, o presidente aprovou uma venda sem precedentes de US$ 300 milhões, embora as vendas anuais tenham sido significativamente menores no restante de seu mandato. A política do comércio de armas para a Indonésia recomeçou sob Bush e Clinton e terminou completamente após o referendo de independência de Timor-Leste em 1999, patrocinado pela ONU.

### Filipinas

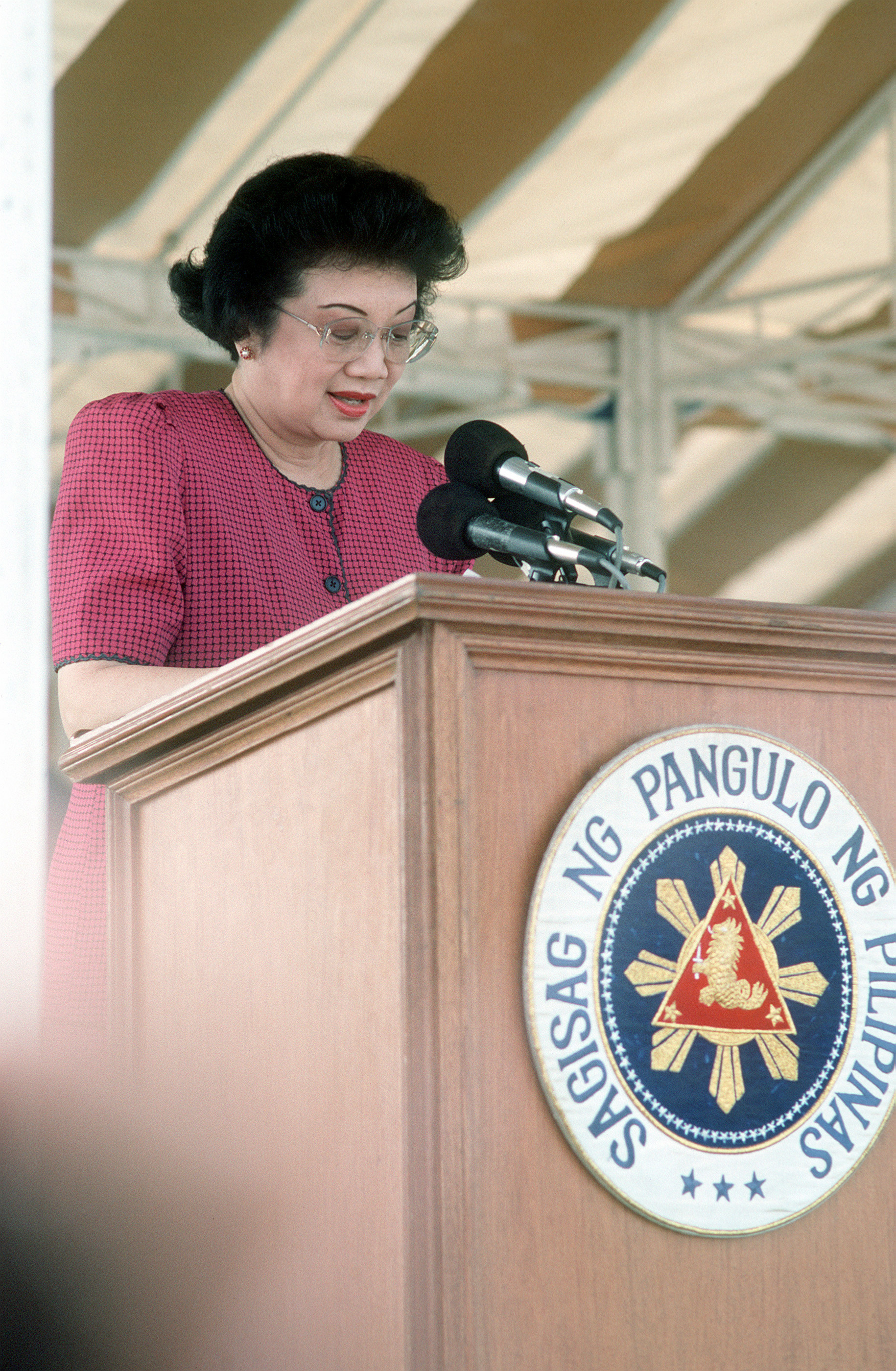
Corazon Aquino, presidente das Filipinas de 1986 a 1992.

O principal interesse dos EUA nas Filipinas eram suas bases militares, cujas terras eram arrendadas pelo governo das Filipinas. A importância geoestratégia das bases veio de estar situada perto das rotas marítimas internacionais que conectam o Golfo Pérsico, o Sudeste Asiático e o Nordeste Asiático.
A administração Reagan permaneceu repetidamente pelo ditador filipino Ferdinando Marcos. Desde a declaração da lei marcial de 1972 até 1983, o governo dos EUA apoiou o regime de Marcos com US$ 2,5 bilhões em ajuda militar e econômica bilateral e cerca de US$ 5,5 bilhões através de instituições multilaterais como o Banco Mundial. Já em 1973, as autoridades americanas estavam cientes de que agentes do governo filipino estavam nos EUA para assediar dissidentes filipinos. Em junho de 1981, dois ativistas trabalhistas anti-Marcos foram assassinados do lado de fora de um sindicato em Seattle. No mesmo mês, o vice-presidente George H.W Bush elogiou Marcos por sua "adesão aos princípios democráticos e aos processos democráticos" depois de vencer a eleição de 1981.
O apoio de Reagan não vacilou, apesar do alvoroço pelo assassinato de Benigno Aquino Jr., principal rival político de Marcos, em 21 de agosto de 1983. Depois que uma comissão de inquérito nomeada por Marcos, chamada Conselho de Agrava, culpou o assassinato por tramar entre os guarda-costas militares de Aquinos, o tribunal de Sandiganbayan, nomeado por Marcos, absolveu os 25 militares acusados em 2 de dezembro de 1985. Apesar das contínuas acusações de que o regime de Marcos era corrupto e repressivo, Reagan continuou a enfatizar os laços estreitos que existiam entre Filipinas e EUA.
Em fevereiro de 1986, a viúva de Aquino, Corazón Aquino, concorreu à presidência contra Marcos. Os EUA e o Reino Unido enviaram delegações oficiais para monitorar a eleição.  No entanto, quando observadores dos EUA denunciaram fraudes e violência nas eleições por parte da campanha de Marcos, Reagan virou às costas e declarou que os EUA eram neutros. Um observador, o senador Richard Lugar, relatou que o governo Marcos estava tentando conciliar a contagem de votos. Lugar, juntamente com o senador Bob Dole e Sam Nunn, protestaram publicamente contra a indiferença do presidente. Nos dias 22 e 25 de fevereiro, milhares de cidadãos foram às ruas em uma série de manifestações conhecidas como Revolução do Poder Popular. Em resposta, militares e líderes filipinos do governo abandonaram Marcos. O governo Reagan rapidamente passou a pressionar Marcos a renunciar, a fim de garantir a transição pacífica do poder. A tomada de posse de Corazon Aquino como presidente marcou a restauração da democracia no país, e os EUA reconheceram o governo Aquino em 25 de fevereiro. Ainda assim, a defesa obstinada de Reagan a Marcos estreitou as relações.
Isso entrou em jogo durante as negociações para renovar os arrendamentos dos EUA em suas bases nas Filipinas. Os EUA tiveram que fazer concessões e prometer aumentos substanciais na ajuda econômica e militar antes que o governo Aquino renovasse os contratos de arrendamento. Em setembro de 1991, no entanto, o ressentimento levou o Senado das Filipinas a votar a rescisão dos contratos de arrendamento.

## Europa

### Vaticano

Reagan e Nancy com o Papa João Paulo II em 1982

Os Estados Unidos mantiveram relações consulares com os Estados Papais de 1797 a 1870 e relações diplomáticas com o Papa, na qualidade de chefe dos Estados papais, de 1848 a 1868, embora não no nível embaixador. Essas relações terminaram com a perda de todos os territórios papais em 1870.
De 1870 a 1984, os Estados Unidos não mantiveram relações diplomáticas com a Santa Sé. Vários presidentes, no entanto, designaram enviados pessoais para visitar a Cidade do Vaticano periodicamente para discussões sobre questões políticas e humanitárias internacionais. Myron C. Taylor foi o primeiro desses representantes, servindo de 1939 a 1950. Os presidentes Richard Nixon, Gerald Ford, Jimmy Carter e Reagan também nomearam enviados pessoais ao papa.
Apesar da oposição de longa data das denominações protestantes ao reconhecimento diplomático do Vaticano, os EUA e a Cidade do Vaticano anunciaram o estabelecimento de relações diplomáticas em 10 de janeiro de 1984. Em 7 de março de 1984, o Senado confirmou William A. Wilson como o primeiro embaixador dos EUA no Vaticano. O embaixador Wilson era enviado pessoal do presidente Reagan ao papa desde 1981. A Santa Sé nomeou o arcebispo Pio Laghi como o primeiro núncio apostólico nos Estados Unidos (equivalente a embaixador). Uma coalizão de grupos protestantes respondeu com um processo para anular essa relação diplomática, alegando que violava a separação entre a igreja e o estado.

### Polônia
Os EUA apoiaram o movimento Solidariedade na Polônia e com base da inteligência da CIA, realizaram uma campanha de relações públicas para impedir o que o governo Carter considerava "um movimento iminente das grandes forças militares soviéticas na Polônia". Quando o governo polonês lançou sua própria repressão em 1981, no entanto, o Solidariedade não foi alertado. As explicações potenciais para isso variam: alguns acreditam que a CIA foi pega de surpresa, enquanto outros sugerem que os formuladores de políticas americanas viam uma repressão interna como preferível a uma "inevitável intervenção soviética".

## América Latina
Por meio de seus termos, Reagan apoiou os regimes anticomunistas da Guatemala e El Salvador e os rebeldes contras na Nicarágua, bem como as transições democráticas de poder na Bolívia (1982), Honduras (1981), Argentina (1983), Brasil (1985), Uruguai (1984) e Suriname (1987). Seu apoio aos contras na Nicarágua foi controverso, devido ao fraco histórico de direitos humanos dos rebeldes. O apoio aos governos da Guatemala e El Salvador também foi controverso devido à natureza repressiva desses governos e ao que mais tarde foi determinado como genocídio na Guatemala.
No caso da Guerra das Malvinas, em 1982, o governo Reagan enfrentou obrigações concorrentes de ambos os lados, vinculados ao Reino Unido como membro da Organização do Tratado do Atlântico Norte (OTAN) e à Argentina pelo Tratado Interamericano de Assistência Recíproca (o "Pacto do Rio"). No entanto, o Tratado do Atlântico Norte obriga os signatários a apoiarem-se mutuamente se ocorrer um ataque na Europa ou na América do Norte ao norte do Trópico de Câncer, e o Pacto do Rio obriga os Estados Unidos a intervir apenas se um dos territórios de um dos os signatários foram atacados -— o Reino Unido nunca atacou o território argentino. À medida que o conflito se desenvolvia, o governo Reagan inclinou seu apoio à Grã-Bretanha.

### Nicarágua
O governo Reagan emprestou apoio logístico, financeiro e militar aos contras, com base nas vizinhas Honduras, que empreenderam uma insurgência de guerrilha em um esforço para derrubar o governo sandinista da Nicarágua (chefiado por Daniel Ortega). Esse apoio foi canalizado pela CIA para os rebeldes e continuou durante o período de Reagan no cargo. As táticas de terra arrasada dos contras foram condenadas por sua brutalidade por vários historiadores. Em 1983, a CIA criou um grupo de "ativos latinos controlados unilateralmente" (UCLAs), cuja tarefa era "sabotar portos, refinarias, barcos e pontes e tentar fazer parecer que os contras o haviam feito". Em janeiro de 1984, essas UCLAs realizaram a operação pela qual seriam mais conhecidas; a mineração de vários portos nicaraguenses, que afundaram vários barcos nicaraguenses e danificaram pelo menos cinco navios estrangeiros. Esse incidente levou à ratificação da Emenda Boland pelo Congresso dos EUA e provocou uma avalanche de condenações internacionais nos Estados Unidos. A CIA também forneceu treinamento e armas, bem como financiamento, diretamente aos Contras.
Em resposta à insurgência, o regime aprovou uma nova lei, a "Lei para a Manutenção da Ordem e Segurança Pública", segundo a qual os "Tribunais Populares Anti-Somozistas" permitiram a detenção de suspeitos contra-revolucionários sem julgamento. O Estado de Emergência afetou notavelmente os direitos e garantias contidos no "Estatuto dos Direitos e Garantias da Nicarágua". Muitas liberdades civis foram restringidas ou canceladas, como a liberdade de organizar manifestações, a inviolabilidade do lar, liberdade de imprensa, liberdade de expressão e liberdade de greve.

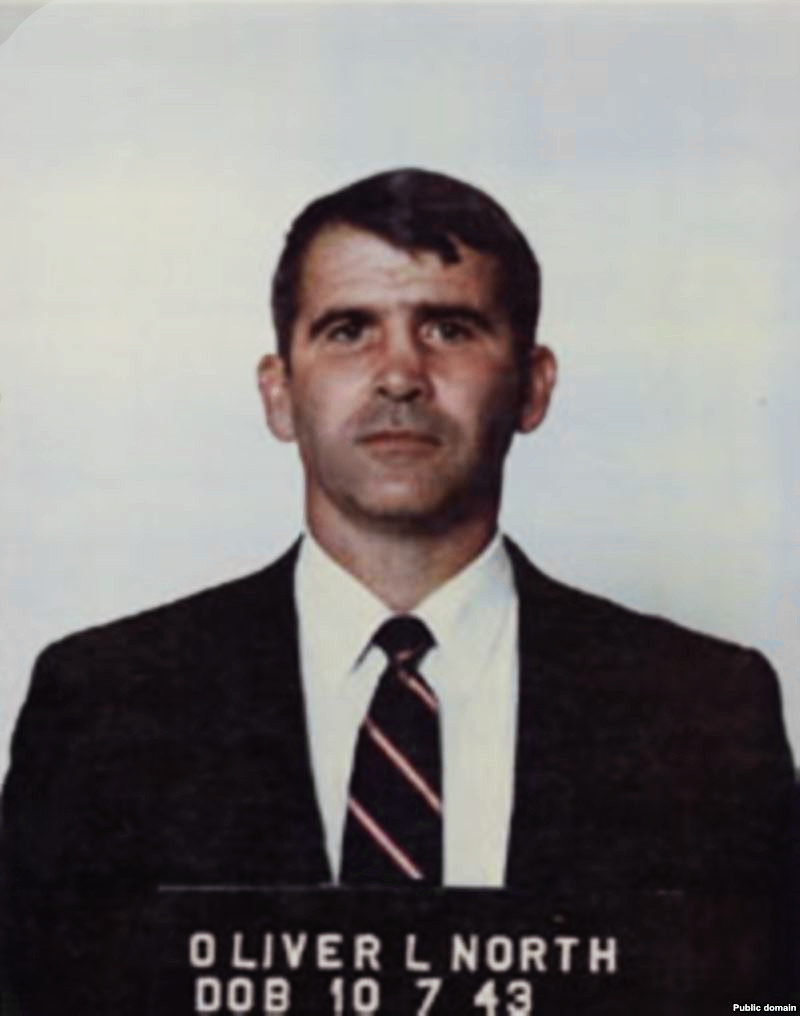
Mugshot de North tirada após sua prisão

A Emenda Boland tornou ilegal, sob a lei dos EUA, o fornecimento de armas aos contra-militantes. No entanto, o governo Reagan continuou a armar e financiar os contras através do escândalo Irã-Contra, segundo o qual os EUA venderam secretamente armas ao Irã em violação à lei dos EUA em troca de dinheiro usado pelos EUA para fornecer armas aos contras, também em violação da lei. Os EUA argumentaram que:
Os vizinhos da Nicarágua pediram assistência contra as agressões nicaraguenses e os Estados Unidos responderam. Esses países repetidamente e publicamente deixaram claro que se consideram vítimas da agressão da Nicarágua e que desejam assistência dos Estados Unidos para enfrentar os ataques subversivos e a ameaça convencional representada pelas imensas Forças Armadas da Nicarágua.

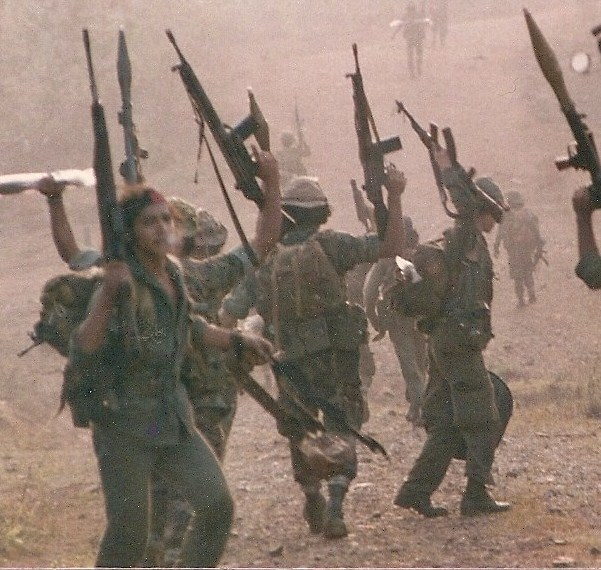
Os Estados Unidos apoiaram contras nicaraguenses

O governo sandinista obteve vitória nas eleições nicaraguenses de 1984. As eleições foram declaradas "livres, justas e calorosamente contestadas" por observadores eleitorais, como a Comissão de Direitos Humanos de Nova Iorque. No entanto, as eleições foram realizadas sob o SOE. Os presos políticos ainda estavam detidos no momento em que ocorreu e vários partidos da oposição se recusaram a participar. Martin Kriele opinou que as eleições de 1984 foram realizadas sob a Diretoria Sandinista, um órgão "não mais sujeito a aprovação por votação do que o Comitê Central do Partido Comunista está nos países do Bloco Leste" e argumentou que deveria haver um votação secreta para evitar represálias do governo.
Além disso, o governo Reagan criticou as eleições porque Arturo Cruz, candidato indicado pela Coordinadora Democrática Nicaragüense, se recusou a concorrer. No entanto, os EUA pediram a Cruz para evitar a participação. Vários altos funcionários do governo disseram ao The New York Times que "o governo nunca pensou em deixar Cruz permanecer na corrida porque os sandinistas poderiam justificadamente reivindicar que as eleições eram legítimas".
Os Estados Unidos continuaram pressionando o governo armando ilegalmente a contra-insurgência. Em 5 de outubro de 1985, os sandinistas ampliaram o estado de emergência iniciado em 1982 e suspenderam muitos outros direitos civis. Um novo regulamento também forçou qualquer organização fora do governo a enviar primeiro qualquer declaração que desejasse tornar pública ao departamento de censura para censura prévia.
Argumentou-se que "provavelmente um fator-chave para impedir que as eleições de 1984 estabeleçam o governo democrático liberal foi a política dos Estados Unidos em relação à Nicarágua". Outros contestaram essa visão, alegando que "a decisão dos sandinistas de realizar eleições em 1984 foi em grande parte de inspiração estrangeira".
Enquanto a insurgência dos contras continuava com o apoio dos EUA, os sandinistas lutavam para manter o poder. Eles perderam o poder em 1990, quando encerraram a SOE e realizaram uma eleição na qual todos os principais partidos da oposição competiram. Os sandinistas foram acusados de matar milhares pela Comissão Permanente de Direitos Humanos da Nicarágua. Os contras também foram acusados de cometer crimes de guerra, como estupro, incêndio criminoso e assassinato de civis.
O historiador Greg Grandin descreveu uma disjunção entre os ideais oficiais pregados pelos Estados Unidos e o apoio real dos Estados Unidos ao terrorismo.
"A Nicarágua, onde os Estados Unidos apoiaram não um estado contra-insurgente, mas mercenários anticomunistas, também representou uma disjunção entre o idealismo usado para justificar a política dos Estados Unidos e seu apoio ao terrorismo político. [...] O corolário do idealismo adotado pelos republicanos no âmbito do debate diplomático de políticas públicas era, portanto, terror político. Na mais suja das guerras sujas da América Latina, sua fé na missão americana justificava atrocidades em nome da liberdade".
Da mesma forma, a ex-diplomata Clara Nieto, em seu livro "Masters of War", acusou que "a CIA lançou uma série de ações terroristas da "nave-mãe" na costa da Nicarágua. Em setembro de 1983, ela acusou a agência de atacar Puerto Sandino com foguetes. No mês seguinte, homens-sapo explodiram o oleoduto subaquático no mesmo porto — o único no país. Em outubro, houve um ataque a Pierto Corinto, o maior porto da Nicarágua, com morteiros, foguetes e granadas explodindo cinco grandes tanques de armazenamento de petróleo e gasolina. Mais de cem pessoas ficaram feridas, e o fogo feroz, que não pôde ser controlado por dois dias, forçou a evacuação de 23 mil pessoas".
Os apoiadores do governo Reagan apontaram que os EUA haviam sido o maior prestador de ajuda à Nicarágua e duas vezes se ofereceram para retomar a ajuda se os sandinistas concordassem em parar de armar insurgentes comunistas em El Salvador. O ex-funcionário Roger Miranda escreveu que "Washington não podia ignorar as tentativas sandinistas de derrubar governos da América Central". A Comissão Permanente de Direitos Humanos da Nicarágua condenou as violações sandinistas dos direitos humanos, registrando pelo menos dois mil assassinatos nos primeiros seis meses e três mil desaparecimentos nos primeiros anos. Desde então, documentou quatorze mil casos de tortura, estupro, sequestro, mutilação e assassinato. Os sandinistas admitiram forçar 180 mil camponeses a campos de reassentamento.
Em Nicarágua v. Estados Unidos, o Tribunal Internacional de Justiça (CIJ) sustentou que os EUA violaram o direito internacional ao apoiar os contras em sua rebelião contra o governo da Nicarágua e minando os portos da Nicarágua. Os Estados Unidos recusaram-se a participar do processo depois que a Corte rejeitou seu argumento de que o Tribunal Internacional de Justiça não tinha competência para conhecer o caso. Mais tarde, os EUA bloquearam a execução da sentença pelo Conselho de Segurança das Nações Unidas e, assim, impediram a Nicarágua de obter qualquer compensação real. O governo nicaraguense finalmente retirou a denúncia do tribunal em setembro de 1992 (sob o governo de Violeta Chamorro). em 12 de novembro de 1987, a Assembleia Geral da ONU pediu "cumprimento total e imediato" da decisão da Corte Mundial. Somente Israel se juntou aos Estados Unidos em oposição à adesão à decisão.

### El Salvador
Na Guerra Civil Salvadorenha entre o governo militar de El Salvador e a Frente Farabundo Martí de Libertação Nacional (FMLN), uma coalizão ou organização guarda-chuva de cinco milícias de esquerda, os Estados Unidos apoiaram o governo militar salvadorenho e os democratas-cristãos centristas. As forças de segurança do governo foram divididas entre reformistas e extremistas de direita, que usaram esquadrões da morte para impedir mudanças políticas e econômicas. O governo Carter interveio repetidamente para evitar golpes de direita. O governo Reagan ameaçou repetidamente as suspensões da ajuda para interromper as atrocidades da direita. Como resultado, os esquadrões da morte fizeram planos para matar o embaixador dos EUA. Depois de anos de luta sangrenta; os rebeldes foram forçados, em parte devido ao envolvimento dos EUA, a admitir a derrota. Os EUA então ameaçaram cortar a ajuda ao regime salvadorenho, a menos que fizessem reformas democráticas, que poderiam ter deixado os rebeldes se reagruparem. Como um resultado; uma nova Constituição foi promulgada, as Forças Armadas regulamentadas, uma força policial "civil" estabelecida, o FMLN metamorfoseou de um exército de guerrilha para um partido político que competia em eleições livres e justas, e uma lei de anistia foi legislada em 1993. Em 2002, um artigo da BBC sobre a visita do presidente George W. Bush a El Salvador relatou que "as autoridades americanas dizem que as políticas do presidente George H. W. Bush prepararam o terreno para a paz, transformando El Salvador em uma história de sucesso democrático". O artigo também fala sobre a "tremenda ironia de que o presidente George W. Bush [foi] escolhido para visitar El Salvador no aniversário do assassinato do arcebispo do país, Oscar Arnulfo Romero, 22 anos atrás. A ironia também recai sobre seu pai, que esteve envolvido com a guerra durante sua Presidência.
A política de Reagan foi criticada devido aos abusos dos direitos humanos comprovadamente perpetrados pela força de segurança de El Salvador com a Anistia Internacional relatando ter recebido: "relatórios regulares, frequentemente diários, que identificam as unidades regulares de segurança e militares de El Salvador como responsáveis pela tortura., "desaparecimento" e matança de civis. Os tipos de tortura relatados por aqueles que sobreviveram à prisão e ao interrogatório incluíram espancamentos, abuso sexual, uso de produtos químicos para desorientar, execuções simuladas e queima de carne com ácido sulfúrico". Rudolph Rummel estimou que de 1979 a 1987, as forças do governo perpetraram entre 12 mil e 25 mil assassinatos democidas, com o ACNUR estimando números totais mais altos.
Durante a guerra, o FMLN recebeu alguma ajuda dos governos da Nicarágua e Cuba, embora a maioria das armas tenha sido apreendida pelas forças do governo. Em 1983, uma transmissão da FMLN ostentava apoio cubano e nicaraguense; um comandante da FMLN alegou que a guerra foi dirigida por Cuba e que quase todas as suas armas vieram da Nicarágua. Em 1985, os sandinistas ofereceram parar a ajuda militar às forças em El Salvador em troca do fim da contra-insurgência. O bloco soviético forneceu armas suficientes para vários batalhões.
Os Estados Unidos aumentaram a ajuda à medida que as atrocidades diminuíram. A Comissão da Verdade da ONU recebeu denúncias diretas de quase 2.600 vítimas de violência grave ocorridas em 1980. Recebeu queixas diretas de pouco mais de 140 vítimas de violência grave ocorridas em 1985.

### Guatemala
Dado o forte anticomunismo e os laços de José Efraín Ríos Montt com os Estados Unidos, o governo Reagan continuou a apoiar o general e seu regime, visitando a Cidade da Guatemala em dezembro de 1982. Durante uma reunião com Ríos Montt em 4 de dezembro, Reagan declarou: "O presidente Ríos Montt é um homem de grande integridade e comprometimento pessoal. [...] Eu sei que ele quer melhorar a qualidade de vida de todos os guatemaltecos e promover a justiça social". Nesse mesmo dia, tropas guatemaltecas massacraram centenas em Dos Erres.
Ignorando isso, Reagan alegou que as condições de direitos humanos da Guatemala estavam melhorando e o usou para justificar várias remessas importantes de material militar para Rios Montt; quatro milhões de dólares em peças de reposição para helicópteros e 6,3 milhões de dólares em suprimentos militares adicionais em 1982 e 1983, respectivamente. A decisão foi tomada apesar dos registros relativos a violações de direitos humanos, ignorando o Congresso. Enquanto isso, um cabo secreto da CIA de 1983 notou um aumento na "suspeita de violência da direita" e um número crescente de corpos "aparecendo em valas e valas". Os maias indígenas sofreram muito sob o domínio de Ríos Montt. A Comissão de Esclarecimento Histórico, apoiada pela ONU, descobriu que se tratava de uma campanha de genocídio deliberado contra a população. Em maio de 2013, Ríos Montt foi considerado culpado de genocídio contra grupos indígenas maias por um tribunal guatemalteco. Ele foi condenado a 80 anos de prisão (cinquenta anos por genocídio e trinta anos por crimes contra a humanidade). As estimativas de mortes durante o genocídio são tipicamente duzentos mil. A Guatemala foi a única nação latino-americana a diminuir em população durante essa época. Claramente, a política de Reagan não ajudou e piorou bastante a situação.

### Granada

Reagan se reúne com a primeira-ministra Eugenia Charles, da Dominica, no Salão Oval, sobre os eventos em andamento em Granada

A invasão da ilha caribenha de Granada, em 1983, ordenada pelo presidente Reagan, foi o primeiro grande evento estrangeiro do governo, bem como a primeira grande operação realizada pelos militares desde a Guerra do Vietnã. O presidente Reagan justificou a invasão alegando que a cooperação da ilha com Cuba comunista representava uma ameaça aos Estados Unidos e declarou que a invasão era uma resposta à derrubada e execução ilegais do primeiro-ministro de Granada, Maurice Bishop, ele próprio comunista, por outro facção dos comunistas dentro de seu governo. Após o início do planejamento da invasão, a Organização dos Estados do Caribe Oriental (OECS) apelou aos Estados Unidos, Barbados e Jamaica, entre outras nações, por assistência. A invasão dos Estados Unidos foi mal realizada, pois foram necessárias mais de dez mil forças americanas em oito dias de luta, sofrendo dezenove mortes e 116 feridos, lutando contra várias centenas de policiais levemente armados e operários cubanos. O governador-geral de Granada, Paul Scoon, anunciou a retomada da constituição e nomeou um novo governo, e as forças americanas se retiraram em dezembro.
Embora a invasão tenha recebido apoio público nos Estados Unidos e em Granada, foi criticada pelo Reino Unido, Canadá e pela Assembleia Geral das Nações Unidas como "uma violação flagrante do direito internacional". A data da invasão é agora um feriado nacional em Granada, chamado Dia de Ação de Graças.

### Guerra das Malvinas de 1982
À primeira vista, parecia que os EUA tinham obrigações de tratado militar com ambas as partes na guerra, vinculadas ao Reino Unido como membro da Organização do Tratado do Atlântico Norte (OTAN) e à Argentina pelo Tratado Interamericano de Assistência Recíproca (o "Pacto do Rio"). No entanto, o Tratado do Atlântico Norte obriga os signatários a apoiarem se o ataque ocorrer na Europa ou na América do Norte ao norte do Trópico de Câncer, e o Pacto do Rio obriga os Estados Unidos a intervir apenas se um dos aderentes ao tratado for atacado. O Reino Unido nunca atacou a Argentina, apenas as forças argentinas em território britânico.
Em março, o secretário de Estado, Alexander Haig, dirigiu-se ao embaixador dos EUA na Argentina, Harry W. Shlaudeman, para alertar o governo argentino de qualquer invasão. O presidente Reagan solicitou garantias a Galtieri contra uma invasão e ofereceu os serviços de seu vice-presidente, George H. W. Bush, como mediador, mas foi recusado.

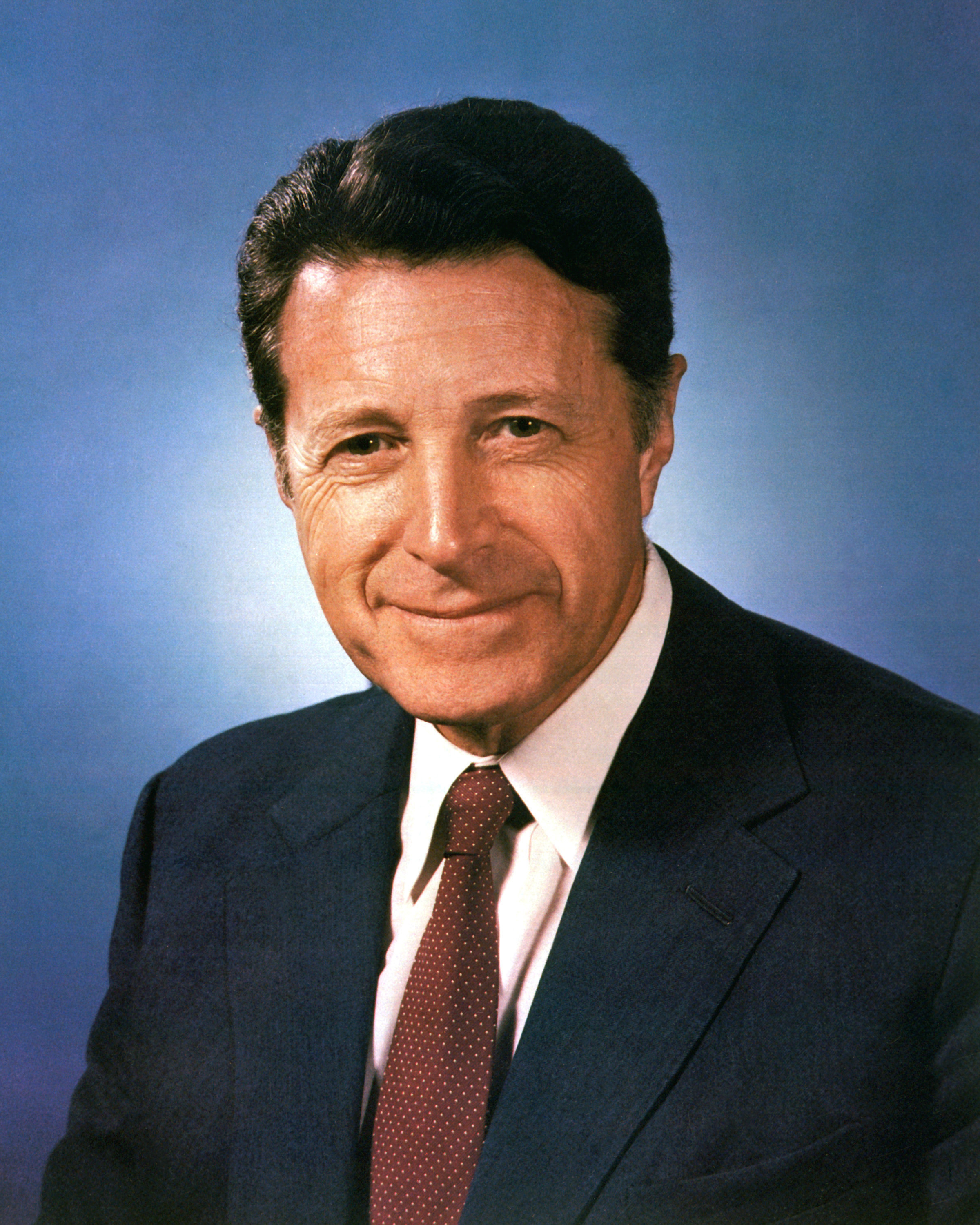
Caspar Weinberger, Secretário de Defesa dos Estados Unidos entre 1981 e 1987.

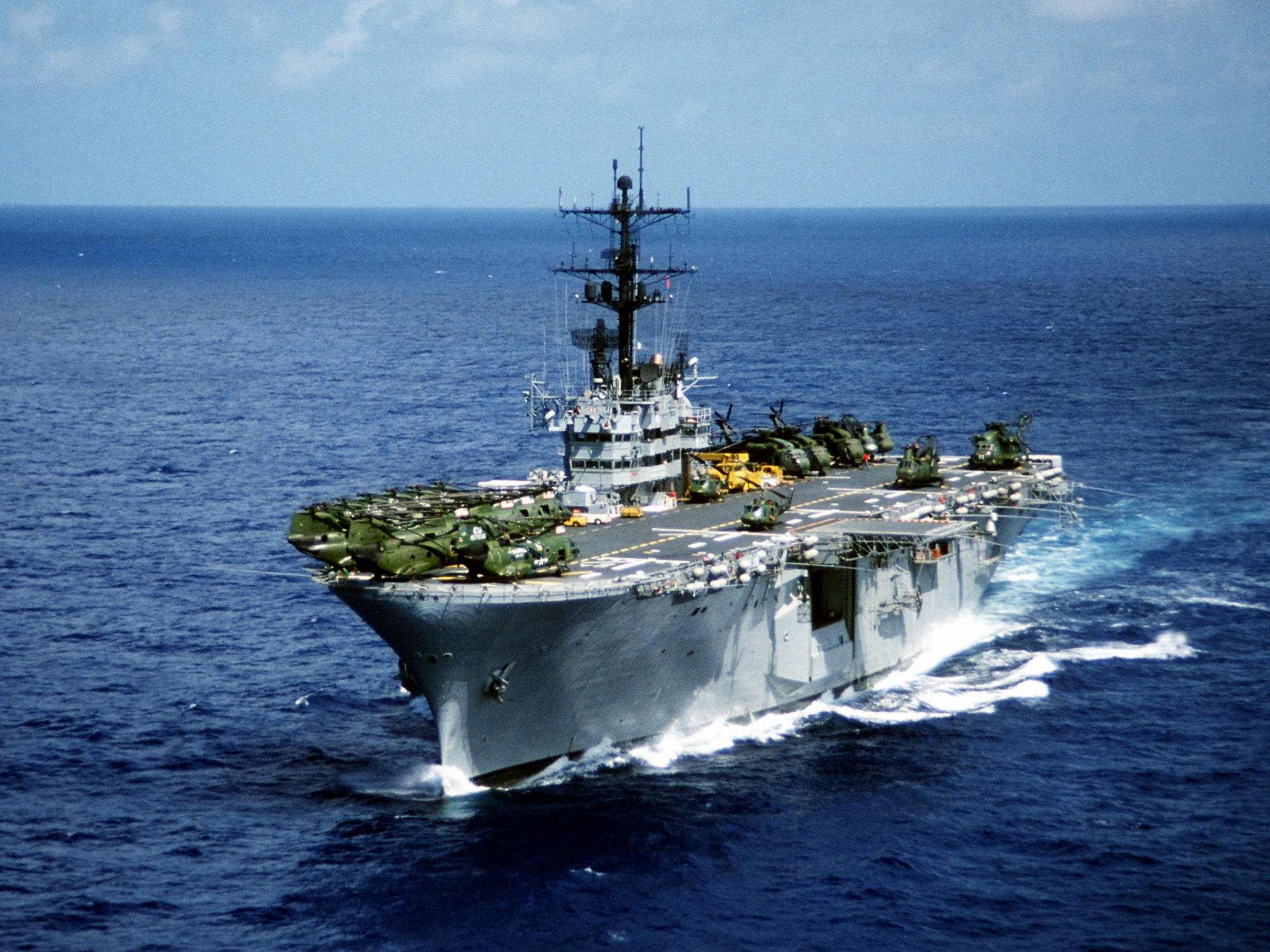
USS Iwo Jima

De fato, o governo Reagan estava fortemente dividido sobre o assunto. Em 5 de abril, Haig e o secretário de Estado adjunto para Assuntos Políticos, Lawrence Eagleburger, apoiaram a Grã-Bretanha, preocupados com o fato de que o equívoco minaria a aliança da OTAN. O secretário de Estado adjunto para Assuntos Interamericanos Thomas Enders, no entanto, temia que o apoio à Grã-Bretanha minasse os esforços anticomunistas dos EUA na América Latina. Ele recebeu o apoio firme da Embaixadora da ONU, Jeane Kirkpatrick, a subordinada nominal e rival política de Haig. Kirkpatrick foi convidado de honra em um jantar realizado pelo embaixador argentino nos Estados Unidos, no dia em que as forças armadas argentinas desembarcaram nas ilhas.
A Casa Branca permaneceu neutra. Reagan cedeu à posição de Haig e do secretário de Defesa Caspar Weinberger. Entre 8 e 30 de abril, Haig liderou uma missão de "diplomacia de transporte" entre Londres e Buenos Aires. De acordo com um documentário da BBC intitulado "A Guerra das Malvinas e a Casa Branca", o Departamento de Defesa de Caspar Weinberger iniciou uma série de ações não públicas para apoiar e suprir as forças armadas britânicas enquanto a diplomacia de Haig ainda estava em andamento. A mensagem de Haig para os argentinos era que os britânicos realmente lutariam e que os EUA apoiariam a Grã-Bretanha, mas na época ele não sabia que os EUA já estavam fornecendo apoio.[carece de fontes?]
No final de abril, Reagan declarou o apoio dos EUA à Grã-Bretanha e anunciou a imposição de sanções econômicas à Argentina.
Às 23h30, horário de Londres, em 31 de maio de 1982, Reagan disse à sra. Thatcher que "a melhor chance de paz era antes da completa humilhação argentina", ele disse a ela. "Como o Reino Unido agora estava no comando militarmente, deveria fechar um acordo agora". e sugerindo uma força multinacional de manutenção da paz. Sua resposta foi que "a Grã-Bretanha teve que ir para as ilhas sozinha, sem ajuda externa, agora ela não podia deixar o invasor ganhar com a agressão dele".
A não interferência americana foi vital para o relacionamento americano-britânico. A Ilha da Ascensão, possessão britânica, foi vital no suprimento de longo prazo da Força-Tarefa Sul; no entanto, a base aérea estacionada nele era operada e operada pelos EUA. O comandante americano da base recebeu ordens de ajudar os britânicos de qualquer maneira e, por um breve período, o Campo Aéreo da Ascensão foi um dos aeroportos mais movimentados do mundo. As contribuições mais importantes da OTAN foram informações de inteligência e o fornecimento reagendado do mais recente modelo de mísseis infravermelhos de todos os aspectos da Sidewinder Lima, que permitiram o emprego de estoques britânicos existentes.
Margaret Thatcher afirmou que "sem os jatos Harrier e sua imensa capacidade de manobra, equipados como estavam com a versão mais recente do míssil Sidewinder, fornecida pelo secretário de Defesa dos Estados Unidos Caspar Weinberger, nunca poderíamos ter recuperado as Malvinas".
No início de maio, Caspar Weinberger ofereceu o uso de um porta-aviões americano. Esta oferta aparentemente extremamente generosa foi vista por alguns como vital: foi observado pelo contra-almirante Woodward que a perda de Invincible teria sido um revés grave, mas a perda de Hermes significaria o fim de toda a operação. Weinberger admitiu que haveria muitos problemas se um pedido tivesse sido feito; além disso, isso significaria que o pessoal dos EUA se envolvesse diretamente no conflito, pois o treinamento das forças britânicas para tripular a embarcação levaria anos. No boletim de julho de 2012 do Instituto Naval dos Estados Unidos, que foi republicado on-line no site do Instituto, foi revelado que o Governo Reagan ofereceu ativamente o uso do transportador de helicópteros de ataque anfíbio Iwo Jima (foto) como substituto no caso de das duas transportadoras britânicas foram danificadas ou destruídas. Esse plano de contingência ultra-secreto foi revelado aos funcionários do Instituto Naval por John Lehman, secretário da Marinha dos EUA na época da Guerra das Malvinas, a partir de um discurso proferido no Instituto Naval que o Lehman fez em Portsmouth, Reino Unido, em 26 de junho de 2012. O Lehman afirmou que o empréstimo do Iwo Jima foi feito em resposta a um pedido da Marinha Real e teve o aval do presidente dos Estados Unidos, Ronald Reagan, e do secretário de Defesa dos EUA, Caspar Weinberger. O planejamento real do empréstimo de Iwo Jima foi feito pela equipe da Segunda Frota dos Estados Unidos, sob a direção do vice-almirante James Lyons, que confirmou as revelações do Lehman com a equipe do Instituto Naval. Planejamento de Contingência imaginou americanos contratados militares, marinheiros provável aposentados com conhecimento dos sistemas de Iwo Jima, auxiliando os britânicos em equipar o porta-helicópteros dos Estados Unidos durante o empréstimo. O analista naval Eric Wertheim comparou esse arranjo ao Flying Tigers. Significativamente, exceto pelo Secretário de Estado dos EUA Alexander Haig, o Departamento de Estado dos EUA não foi incluído nas negociações de empréstimo. Essas revelações de 2012 chegaram às manchetes no Reino Unido, mas, exceto no Instituto Naval dos EUA, não nos Estados Unidos.
Mais tarde, tanto Weinberger quanto Reagan receberam a honra da Ordem do Império Britânico. Os críticos americanos do papel dos Estados Unidos alegaram que, ao deixar de lado a Argentina, os Estados Unidos violaram sua própria doutrina Monroe.

## Oriente Médio

### Afeganistão
"Ver os corajosos combatentes da liberdade afegã combaterem os arsenais modernos com armas simples de mão é uma inspiração para aqueles que amam a liberdade."

— Ronald Reagan, Presidente dos Estados Unidos, 21 de março de 1983

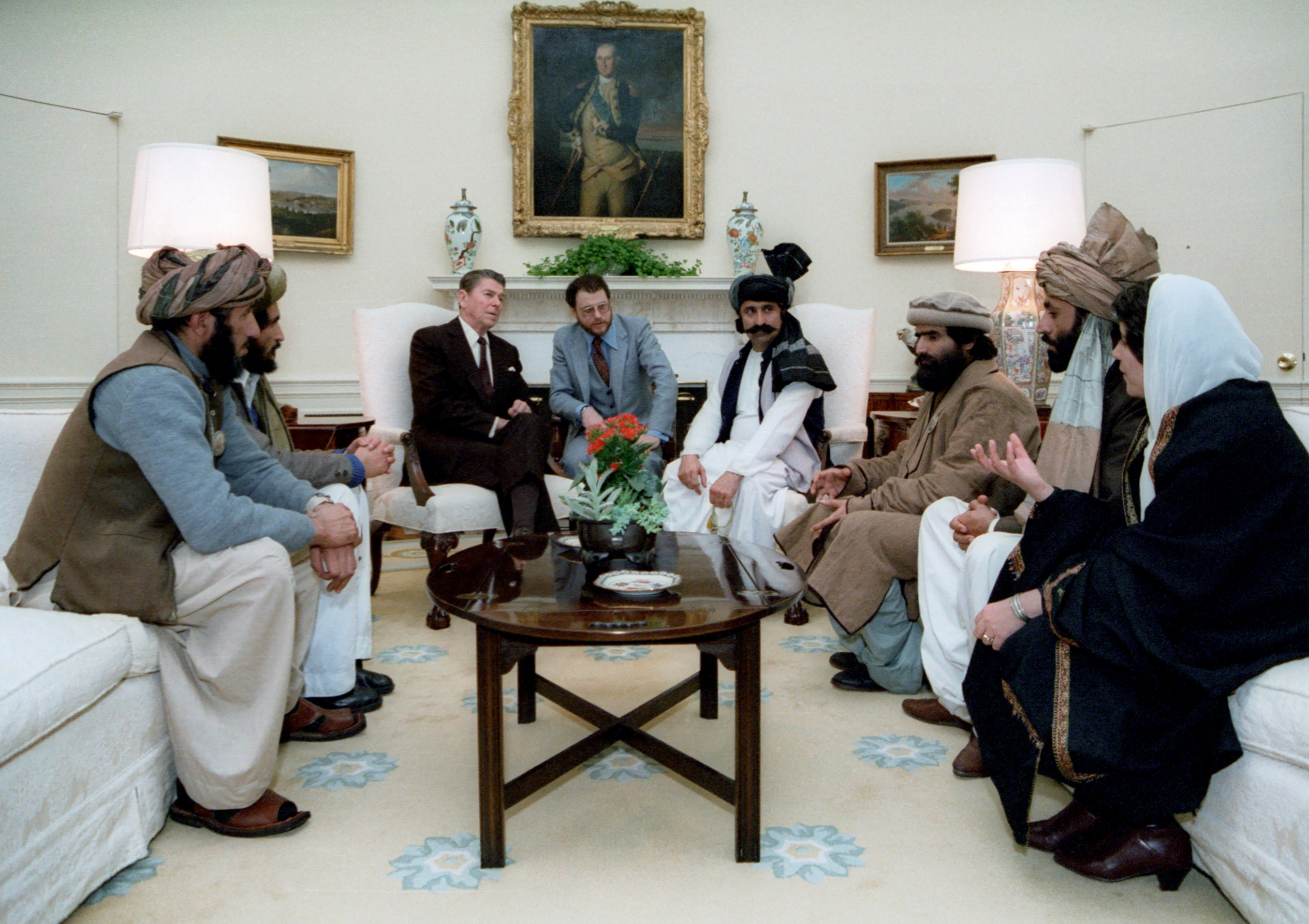
Reunião do Presidente Reagan com líderes afegãos mujahidins no Salão Oval em 1983

Ao se tornar presidente, Reagan agiu rapidamente para minar os esforços soviéticos para apoiar o governo do Afeganistão, quando o exército soviético havia entrado naquele país a pedido de Cabul em 1979.
Os guerrilheiros islâmicos mujahidins eram secretamente apoiados e treinados, e apoiados em sua jihad contra os soviéticos ocupantes pela CIA. A agência enviou bilhões de dólares em ajuda militar aos guerrilheiros, no que ficou conhecido como "Guerra de Charlie Wilson".
Uma das operações secretas mais longas e mais caras da CIA foi o fornecimento de bilhões de dólares em armas aos militantes afegãos mujahidins. A CIA prestou assistência aos insurgentes fundamentalistas através do ISI paquistanês em um programa chamado Operação Ciclone. Em algum lugar entre dois a vinte bilhões de dólares em fundos dos EUA foram canalizados para o país para equipar as tropas com armas. Nenhum americano treinou ou teve contato direto com os mujahidins. A nervosa CIA tinha menos de 10 agentes na região porque "temia ser responsabilizada, como na Guatemala".
Com o financiamento dos Estados Unidos e outros, o ISI armava e treinava mais de cem mil insurgentes. Em 20 de julho de 1987, a retirada das tropas soviéticas do país foi anunciada de acordo com as negociações que levaram aos Acordos de Genebra de 1988, com os últimos soviéticos saindo em 15 de fevereiro de 1989.
As primeiras fundações da Al Qaeda foram supostamente construídas em parte em relacionamentos e armamentos provenientes de bilhões de dólares em apoio dos EUA aos mujahadins afegãos durante a guerra para expulsar as forças soviéticas daquele país. No entanto, estudiosos como Jason Burke, Steve Coll, Peter Bergen, Christopher Andrew e Vasily Mitrokhin argumentaram que Osama Bin Laden estava "fora da visão da CIA" e que "não há apoio" em nenhuma "fonte confiável" para "a alegação de que a CIA financiou Bin Laden ou qualquer outro voluntário árabe que veio apoiar os mujahidins".
Osama bin Laden citaria mais tarde a retirada de forças de Reagan após o bombardeio de quartéis de Beirute em 1983, como um sinal de fraqueza americana.

### Guerra Irã–Iraque

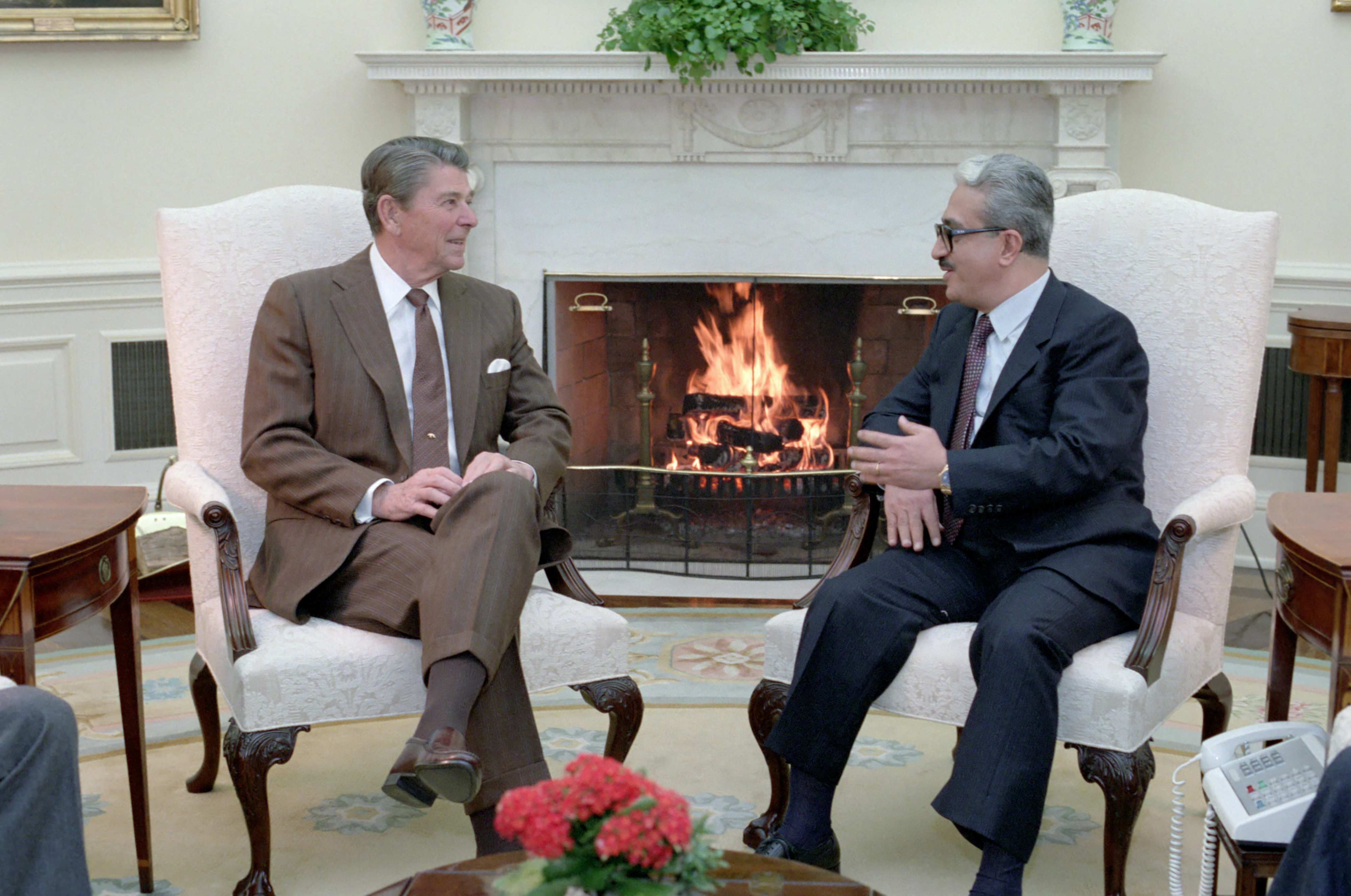
Ronald Reagan hospeda o então ministro das Relações Exteriores do Iraque Tariq Aziz do governo Saddam Hussein na Casa Branca, 1984

Quando a Guerra Irã-Iraque estourou após a revolução islâmica iraniana de 1979, os Estados Unidos inicialmente permaneceram neutros no conflito. No entanto, à medida que a guerra se intensificava, o governo Reagan secretamente interviria para manter um equilíbrio de poder, apoiando ambas as nações em vários momentos. Os EUA apoiaram principalmente o Iraque, acreditando que o líder iraniano Aiatolá Khomeini ameaçava mais a estabilidade regional do que o presidente iraquiano Saddam Hussein. As autoridades americanas temiam que uma vitória iraniana encorajasse os fundamentalistas islâmicos nos estados árabes, talvez levando à derrubada de governos seculares — e danos aos interesses corporativos ocidentais — na Arábia Saudita, Jordânia e Kuwait. Depois que as vitórias militares iraquianas iniciais foram revertidas e uma vitória iraniana pareceu possível em 1982, o governo americano iniciou a Operação Staunch para tentar cortar o acesso do regime iraniano a armas (apesar do envio posterior de armas para o Irã no caso Irã-Contras). Os EUA forneceram informações de inteligência e assistência financeira ao regime militar iraquiano.
Em 18 de abril de 1988, Reagan autorizou a Operação Praying Mantis, um ataque naval de um dia contra navios, barcos e postos de comando iranianos em retaliação pela minagem de uma fragata de míssil guiada pelos EUA. Um dia depois, Reagan enviou uma carta ao Presidente da Câmara dos Deputados e ao Presidente Pro Tempore do Senado. USS Simpson (FFG-56) é mencionado no disparo dos caças iranianos F-4 Phantom II construídos pelos Estados Unidos.

### Israel
Israel recebeu o status de "grande aliado não pertencente à OTAN" em 1989, dando-lhe acesso a sistemas de armas expandidos e oportunidades de licitar contratos de defesa americanos. Os Estados Unidos mantiveram o auxílio concedido a Israel em três bilhões de dólares anualmente e implementaram um acordo de livre comércio em 1985. Desde então, todos os direitos aduaneiros entre os dois parceiros comerciais foram eliminados. No entanto, as relações azedaram quando Israel realizou a Operação Opera, um ataque aéreo israelense no reator nuclear de Osirak, em Bagdá. Reagan suspendeu o embarque de aeronaves militares para Israel e criticou duramente a ação. As relações também azedaram durante a Guerra do Líbano de 1982, quando os Estados Unidos chegaram a contemplar sanções para deter o cerco israelense de Beirute. Os EUA lembraram a Israel que o armamento fornecido pelos Estados Unidos deveria ser usado apenas para fins defensivos e suspendeu o envio de munições para Israel. Embora a guerra tenha exposto algumas diferenças sérias entre as políticas de Israel e dos Estados Unidos, como a rejeição de Israel ao plano de paz de Reagan, em 1 de setembro de 1982, não alterou o favoritismo do governo para Israel e a ênfase que colocou na importância de Israel para os Estados Unidos. Embora críticos das ações israelenses, os Estados Unidos vetaram uma resolução do Conselho de Segurança das Nações Unidas, proposta pelos soviéticos, para impor um embargo de armas a Israel.
Em 1985, os Estados Unidos apoiaram a estabilização econômica de Israel através de aproximadamente 1,5 bilhão de dólares em empréstimos de dois anos, garantindo a criação de um fórum econômico bilateral EUA-Israel chamado Grupo de Desenvolvimento Econômico Conjunto EUA-Israel (JEDG).
O segundo mandato de Reagan terminou com o que muitos israelenses consideraram uma nota amarga quando os Estados Unidos abriram um diálogo com a Organização de Libertação da Palestina (OLP) em dezembro de 1988. Mas, apesar do diálogo EUA-OLP, o caso de espião de Pollard e a rejeição israelense da iniciativa de paz de Shultz na primavera de 1988, organizações pró-israelenses nos Estados Unidos caracterizaram o governo Reagan (e o 100.º Congresso) como o "mais pró-Israel de todos os tempos", e elogiou o tom geral positivo das relações bilaterais.

### Caso Irã–Contra

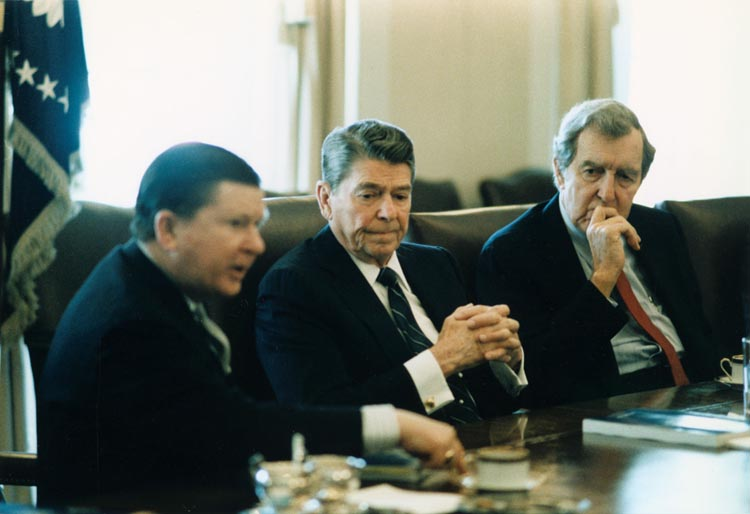
O Presidente Reagan recebe o Relatório da Torre no Gabinete da Casa Branca, 1987

As tentativas de certos membros da equipe de segurança nacional da Casa Branca de contornar a proscrição do Congresso de ajuda militar secreta aos Contras resultaram no caso Irã-Contras.
Dois membros da administração, o conselheiro de segurança nacional John Poindexter e o coronel Oliver North trabalhou através da CIA e de canais militares para vender armas ao governo iraniano e dar lucros aos contra-guerrilheiros da Nicarágua, que estavam envolvidos em uma sangrenta guerra civil. Ambas as ações eram contrárias aos atos do Congresso. Reagan professou desconhecer a trama, mas admitiu ter apoiado a venda inicial de armas ao Irã, sob o argumento de que essas vendas deveriam ajudar a garantir a libertação de americanos mantidos reféns pelo Hezbollah, apoiado pelo Irã, no Líbano.
Reagan rapidamente pediu a nomeação de um Conselho Independente para investigar o escândalo mais amplo; o relatório resultante da Comissão da Torre concluiu que o presidente era culpado do escândalo, apenas no fato de seu controle negligente de sua própria equipe resultar na venda de armas. O fracasso desses escândalos em ter um impacto duradouro na reputação de Reagan levou a Representante Patricia Schroeder a chamá-lo de "Presidente do Teflon", um termo que foi ocasionalmente associado aos presidentes posteriores e seus escândalos. Dez funcionários do governo Reagan foram condenados e outros foram forçados a renunciar. O secretário de Defesa Caspar Weinberger foi indiciado por perjúrio e depois recebeu o perdão presidencial de George H. W. Bush, dias antes do início do julgamento. Em 2006, os historiadores classificaram o caso Irã-Contra como o nono pior erro de um presidente dos EUA.

### Líbano
Com a aprovação do Congresso, Reagan em 1983 enviou forças ao Líbano para reduzir a ameaça de guerra civil. As forças de manutenção da paz americanas em Beirute, parte de uma força multinacional durante a Guerra Civil Libanesa, foram atacadas em 23 de outubro de 1983. O bombardeio de quartéis em Beirute matou 241 militares americanos e feriu mais de sessenta outros por um caminhão-bomba. Reagan enviou um navio de guerra para combater posições sírias no Líbano. Ele então retirou todos os fuzileiros navais do Líbano.

### Arábia Saudita

Reagan com o Rei da Arábia Saudita Fahd na Casa Branca em 1985. Ao fundo está o futuro presidente Donald Trump.

O governo Reagan fortaleceu a aliança com a Arábia Saudita, mantendo o compromisso de defender o Reino. O "relacionamento especial" entre Riad e Washington realmente começou a florescer após 1981, quando os sauditas se voltaram para o governo Reagan para salvaguardar suas ordens de armas avançadas. A Arábia Saudita fazia parte da doutrina Reagan. O secretário de defesa, Caspar Weinberger, veio da Bechtel, a gigante da construção civil com grandes interesses na Arábia Saudita. Depois de apenas duas semanas no cargo, Weinberger anunciou que o governo queria fazer tudo o que pudesse para fortalecer as defesas sauditas após a queda do xá no Irã. Em 6 de março de 1981, o governo anunciou planos de vender novas armas aos sauditas para deter o que considerava uma "grave deterioração" dos interesses de segurança ocidentais na região. Em 1 de abril, o Conselho de Segurança Nacional (NSC) decidiu expandir o pacote inicial de armas do governo para incluir cinco aviões de vigilância AWACS, os mais avançados do gênero no mundo. A compra total da Arábia Saudita, incluindo o AWACS, chegou a 8,5 bilhões de dólares. O presidente Reagan prometeu promover a venda, declarando que a Arábia Saudita não deve cair como o Irã e que os Estados Unidos perderão "toda a credibilidade" no Oriente Médio se o Congresso bloquear a venda. Finalmente, depois de extraordinário aperto de mão do presidente Reagan, o Senado aprovou o acordo no final de outubro.

## Oceania

### Austrália
Em 1983, o governo Reagan se aproximou da Austrália com propostas para testar a nova geração de mísseis balísticos intercontinentais americanos, o LGM-118 Peacekeeper. As faixas de teste americanas no Pacífico eram insuficientes para testar os novos mísseis de longo alcance e os militares dos Estados Unidos desejavam usar o Mar da Tasmânia como alvo. O primeiro-ministro australiano Malcolm Fraser, do Partido Liberal da Austrália, concordou em fornecer locais de monitoramento perto de Sydney para esse fim. No entanto, em 1985, o novo primeiro-ministro eleito, Bob Hawke, do Partido Trabalhista Australiano, retirou a Austrália do programa de testes, provocando críticas do governo Reagan. Hawke foi pressionado a fazê-lo pela facção de esquerda do Partido Trabalhista, que se opôs ao teste de mísseis MX proposto no mar da Tasmânia. A facção trabalhista de esquerda também simpatizava fortemente com a política antinuclear do Quarto Governo Trabalhista da Nova Zelândia e apoiava uma Zona Livre Nuclear do Pacífico Sul.
Para preservar suas instalações conjuntas de comunicações militares entre a Austrália e os EUA, o governo Reagan também teve de garantir ao governo Hawke que essas instalações não seriam usadas no projeto da Iniciativa Estratégica de Defesa, à qual o Partido Trabalhista Australiano se opôs fortemente. Apesar dessas divergências, o governo trabalhista de Hawke ainda continuava apoiando o tratado de segurança ANZUS, um pacto trilateral entre a Austrália, a Nova Zelândia e os Estados Unidos, assinado em 1º de setembro de 1951. Também não apoiou a proibição de contrapartida da Nova Zelândia em navios armados e nucleares. Após a suspensão da cooperação de defesa e inteligência dos EUA com a Nova Zelândia em fevereiro de 1985, o governo australiano também endossou os planos do governo Reagan de cancelar exercícios militares trilaterais e adiar a conferência de ministros das Relações Exteriores da ANZUS. No entanto, ainda continuou a manter laços militares bilaterais e continuou a compartilhar informações de inteligência com a Nova Zelândia. Ao contrário da Nova Zelândia, a Austrália continuou a permitir que navios de guerra da Marinha dos Estados Unidos visitassem seus portos e participasse de exercícios militares conjuntos com os Estados Unidos.

### Nova Zelândia
Em 1984, o governo trabalhista recém-eleito, sob o primeiro-ministro David Lange, introduziu uma legislação antinuclear que proibia a entrada de navios de guerra nucleares e armados nas águas da Nova Zelândia. Os motivos citados foram os perigos das armas nucleares, testes nucleares contínuos no Pacífico Sul e oposição à política do presidente Reagan de confrontar agressivamente a União Soviética. O desarmamento nuclear também foi defendido por um movimento antinuclear pacifista vocal alinhado com a esquerda política dominante. Como a Marinha dos Estados Unidos se recusou a confirmar ou negar a presença de armas nucleares a bordo de navios, essa lei basicamente recusou o acesso aos portos da Nova Zelândia para todos os navios da USN. Como a Nova Zelândia era membro da aliança de segurança ANZUS, que também incluía a Austrália e os Estados Unidos, isso criou tensões nas relações Estados Unidos-Nova Zelândia.
O governo Reagan considerava incongruente a posição antinuclear da Nova Zelândia com sua política da Guerra Fria de conduzir apenas reduções estratégicas de armas a partir de uma posição de força. O governo dos EUA também estava preocupado com o fato de a União Soviética estar trabalhando através de partidos comunistas locais, como o Partido Socialista Único da Nova Zelândia, para influenciar o Partido Trabalhista, as organizações antinucleares e o movimento sindical como parte de uma estratégia para afastar a política externa da Nova Zelândia de seu aliado tradicional nos Estados Unidos.
Em fevereiro de 1985, um pedido de visita portuária dos Estados Unidos pelo USS Buchanan foi recusado pelo governo da Nova Zelândia, alegando que o Buchanan era capaz de lançar bombas nucleares de profundidade. Após consultas com a Austrália e após o rompimento de novas negociações com o governo da Nova Zelândia, o governo Reagan cortou suas obrigações do tratado ANZUS para a Nova Zelândia até que os navios da Marinha dos EUA fossem readmitidos nos portos da Nova Zelândia. Apesar da divisão do ANZUS, o secretário de Estado George P. Shultz sustentou que a estrutura do ANZUS ainda estava em vigor, caso a Nova Zelândia decida reverter sua política antinuclear e retornar a um relacionamento de defesa totalmente operacional com os EUA. O senador republicano William Cohen também defendeu a retaliação comercial contra a Nova Zelândia e incentivou o governo Reagan a negociar um tratado de segurança bilateral separado com a Austrália. Por fim, o governo Reagan optou por não adotar medidas de retaliação econômica contra a Nova Zelândia. O presidente Reagan também sustentou no NSDD 193 (Diretiva de Decisão de Segurança Nacional) que a Nova Zelândia continuava sendo "amiga, mas não aliada".
Em 1987, o congressista republicano William Broomfield patrocinou um projeto de lei conhecido como Broomfield Bill (a Lei de Suspensão de Preferências Militares da Nova Zelândia) que privaria a Nova Zelândia de seu status de aliado na compra de equipamentos militares dos Estados Unidos. Em 20 de outubro de 1987, a Câmara dos Deputados dos Estados Unidos aprovou o projeto de lei de Broomfield por uma maioria substancial. De acordo com o ex-diplomata neozelandês Malcolm Templeton, este projeto foi um endosso simbólico pela decisão anterior do Congresso controlado pelos democratas da administração Reagan de suspender seus compromissos de defesa com a Nova Zelândia. O projeto de lei de Broomfield também incluiu uma emenda adicionada pelo congressista democrata Stephen J. Solarz que permitiria ao presidente dos EUA restabelecer o relacionamento com a ANZUS se a Nova Zelândia modificasse sua política livre de armas nucleares.
No entanto, o projeto de lei de Broomfield desafiava no Senado dos Estados Unidos. Após as eleições no Senado dos EUA em 1988, o 100º Congresso retirou um pacote contendo o projeto de lei de Broomfield depois que o senador Edward Kennedy se opôs à sua inclusão. Assim, o Projeto de Lei Broomfield nunca foi aprovado pelo Senado e formalmente ratificado em lei. Enquanto o governo Reagan continuava a evitar o contato com o governo de Lange, continuava mantendo laços com o Partido Nacional da Nova Zelândia da oposição de centro-direita, que se opunha ao Projeto de Lei Livre Nuclear. Apesar da suspensão das ligações com a ANZUS e das visitas a navios, o programa de pesquisa da Antártica nos Estados Unidos, a Operação Deep Freeze, continuou a enviar aeronaves militares ao Aeroporto Internacional de Christchurch, a caminho das bases americanas na Antártida.
A Heritage Foundation e a Agência de Informações dos Estados Unidos também tentaram, sem sucesso, influenciar a opinião pública da Nova Zelândia em favor do apoio à retomada dos laços da ANZUS, patrocinando viagens aos EUA por jornalistas, políticos e acadêmicos simpáticos. Vários desses indivíduos mais tarde tentaram organizar grupos de base pró-ANZUS para combater a influência do movimento pela paz. Destemido, o governo trabalhista foi reeleito em 1987 e aprovou a Lei da Zona Livre Nuclear da Nova Zelândia, Desarmamento e Controle de Armas de 1987, tornando o país inteiro uma zona livre de armas nucleares , mas ainda assim permanecendo dentro da aliança da ANZUS.

## Visitas de Estado
Reagan tinha amizades íntimas com muitos líderes políticos em todo o mundo, especialmente Margaret Thatcher na Grã-Bretanha, e Brian Mulroney no Canadá. No Brasil, o presidente João Figueiredo também teve boas relações com Reagan. Em 1985, Reagan visitou o Cemitério Kolmeshohe, perto de Bitburg, a pedido urgente do chanceler Helmut Kohl, da Alemanha Ocidental, para prestar homenagem aos soldados enterrados no local. A controvérsia surgiu porque 49 dos túmulos continham os restos mortais de homens que haviam servido na Schutzstaffel (SS). O cemitério também continha restos mortais de cerca de 2.000 outros soldados alemães que morreram nas duas guerras mundiais, mas nenhum americano. Alguns grupos de judeus e veteranos se opuseram a essa visita. Reagan foi por causa de sua necessidade de apoiar Kohl e ratificar a Convenção sobre Prevenção e Punição do Crime de Genocídio. Reagan também visitou o campo de concentração de Bergen-Belsen, onde citou Anne Frank e encerrou seu discurso com as palavras "nunca mais".

## Colapso da URSS após Reagan
Segundo David Remnick, em seu livro Lenin's Tomb: The Last Days of the Soviet Empire, a perestroika de Gorbachev e as reformas da glasnost abriram a caixa da liberdade. Uma vez que as pessoas se beneficiaram das reformas, elas queriam mais. "Quando o regime diminuiu o suficiente para permitir um exame em larga escala do passado soviético", escreveu Remnick, "mudanças radicais eram inevitáveis. Uma vez que o sistema se mostrasse o que era e havia sido, estava condenado".
Em dezembro de 1989, Gorbachev e George H.W Bush declararam oficialmente que a Guerra Fria havia chegado ao seu fim, em uma reunião de cúpula em Malta. O sistema de alianças soviéticas estava à beira do colapso, e os regimes comunistas do Pacto de Varsóvia estavam perdendo força. Em 11 de março de 1990, a Lituânia, liderada pelo recém-eleito Vytautas Landsbergis, declarou independência da União Soviética. O Muro de Berlim foi derrubado e Gorbachev aprovou. Gorbachev propôs ao presidente Bush grandes reduções de tropas na Europa Oriental. Na própria URSS, Gorbachev tentou reformar o partido para destruir a resistência a suas reformas, mas, ao fazê-lo, enfraqueceu os laços que mantinham o estado e a união unidos. Em fevereiro de 1990, o Partido Comunista foi forçado a renunciar ao monopólio de 73 anos do poder do Estado. Os radicais soviéticos se rebelaram e fizeram um golpe contra Gorbachev, mas fracassou. Boris Yeltsin reuniu os russos na rua enquanto Gorbachev era refém. Em dezembro de 1991, o estado da união havia se dissolvido, dividindo a URSS em quinze estados independentes separados. Boris Yeltsin tornou-se líder da nova Rússia.
Em seu elogio a Ronald Reagan em seu funeral, a ex-primeira-ministra britânica Margaret Thatcher, com quem Reagan trabalhou muito de perto durante seu mandato, disse: "Outros esperavam, na melhor das hipóteses, por uma coabitação inquieta com a União Soviética, ele venceu a Guerra Fria, sem disparar um tiro, mas também convidando os inimigos a sair de sua fortaleza e transformá-los em amigos... Sim, ele não evitou denunciar o "império do mal" de Moscou. Mas ele percebeu que um homem de boa vontade poderia, contudo, emergir de seus corredores escuros. Portanto, o presidente resistiu à expansão soviética e pressionou a fraqueza soviética a todo momento até o dia em que o comunismo começaria a desmoronar sob o peso combinado dessas pressões e suas pressões e fracassos. E quando um homem de boa vontade emergiu das ruínas, o Presidente Reagan se adiantou para apertar sua mão e oferecer cooperação sincera."
Por seu papel, Gorbachev recebeu o primeiro Ronald Reagan Freedom Award, além do Prêmio Nobel da Paz.